# Universitair Medisch Centrum Groningen
Het Universitair Medisch Centrum Groningen (UMCG of UMC Groningen) is een ziekenhuis in de stad Groningen. De drie kerntaken zijn gezondheidszorg, onderwijs en onderzoek. Het ziekenhuis staat in de Groningse wijk Centrum. Het UMCG is het samenwerkingsverband dat op 13 januari 2005 is ontstaan tussen het voormalige Academisch Ziekenhuis Groningen (AZG) en de faculteit der Medische Wetenschappen van de Rijksuniversiteit Groningen. In Nederland zijn de universiteiten verantwoordelijk voor het onderzoek- en onderwijsbeleid en de academische ziekenhuizen zijn verantwoordelijk voor patiëntenzorg, werkplaatsfunctie en opleiding tot medisch specialist. Deze taken zijn onlosmakelijk met elkaar verbonden.
Het ziekenhuis had in 2017 1339 bedden en 12.871 medewerkers. Het ziekenhuis is een van de elf traumacentra in Nederland en beschikt over een Mobiel Medisch Team. Het is het grootste universitaire ziekenhuis in Nederland wat betreft het aantal bedden, en de grootste werkgever in de noordelijke drie provincies.
Het UMCG maakt deel uit van Nederlandse Federatie van Universitair Medische Centra.

## Geschiedenis

### 1600-1700
Vanaf 1614 werd het mogelijk om in Groningen medisch onderwijs te volgen op de voorloper van de Rijksuniversiteit Groningen. Er was toen echter wel een duidelijk verschil tussen de academici en de chirurgen. De academici wilden zich niet verlagen tot de bloederige dingen in de praktijk. En als een behandeling zou falen zou hun reputatie ook nog eens onderuitgaan. De academici werden daarom ook meer gezien als filosofen.

### 1700-1800
In 1797 werd door hoogleraar Evert Jan Thomassen à Theusink een academisch ziekenhuis gesticht, gevestigd in het Groene weeshuis. Dit stond een stukje achter de voormalige Vroom & Dreesmann. Het ziekenhuis bleek snel te klein met zijn acht bedden, daarom werd in 1803 in het West-Indisch huis aan de Munnekeholm (op de plek waar in 1909 het hoofdpostkantoor werd gebouwd) een nieuw ziekenhuis geopend met veertig bedden. In het oude ziekenhuis was alles ook simpeler dan in het nieuwe ziekenhuis. En door het succes van de behandelingen meldden er zich steeds meer mensen bij het ziekenhuis. Ook de afdelingen waren in de loop van enkele jaren toe aan uitbreiding. In het begin was er alleen interne geneeskunde. In 1808 werden de afdelingen verloskunde en heelkunde geopend.

### 1800-1900
In 1817 dreigde in Groningen een tyfusepidemie, er werd een noodhospitaal geopend. Dit bood ruimte aan maximaal dertig patiënten. Twee jaar later werd er besloten om er een permanent ziekenhuis van te maken. Het Nosocomium Academicum, de eerste naam van het UMCG, en het Stads Armen-Ziekenhuis (noodhospitaal) gingen in 1852 samen in het Algemeen Provinciaal Stads- en Academisch Ziekenhuis (APSAZ). Het West-Indisch gebouw werd hiervoor verbouwd, en had bij voltooiing 124 bedden. Maar het geheel was alweer snel te klein, er was ook tekort aan faciliteiten zoals instrumenten en kleding. De medische wetenschap had ondertussen niet stilgestaan en er konden minder behandelingen thuis gebeuren. Dus moest men daarvoor steeds vaker naar het ziekenhuis, waar al ruimtegebrek was. In 1889 werd er uiteindelijk besloten tot de bouw van een nieuw ziekenhuis, wat veertien jaar later klaar was. Het is gebouwd op de plaats waar eerder de vestingwallen van de stad stonden. Het nieuwe complex kwam op een groot terrein van verschillende paviljoenen, deze hadden allemaal hun eigen specialismen: Heelkunde, Interne Geneeskunde, Verloskunde en Psychiatrie. Tussen de paviljoenen waren groot aangelegde tuinen, het complex voldeed in die tijd al aan allerlei eisen zoals ruimte en hygiëne. De ingang van dit complex bestaat nog steeds. Deze is gelegen aan de Oostersingel, de westzijde van het huidige complex.

### 1900-2000

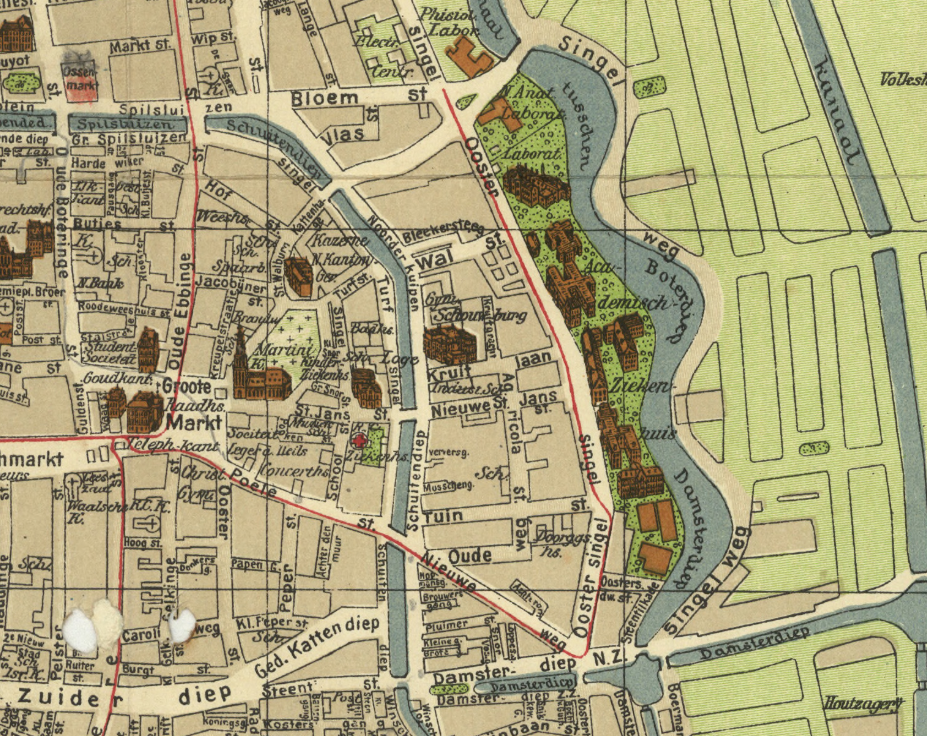
Academisch Ziekenhuis op een plattegrond uit 1916. Het Verbindingskanaal Boterdiep-Damsterdiep (voormalige vestinggracht) werd in 1926 gedempt om uitbreiding van het ziekenhuis mogelijk te maken.

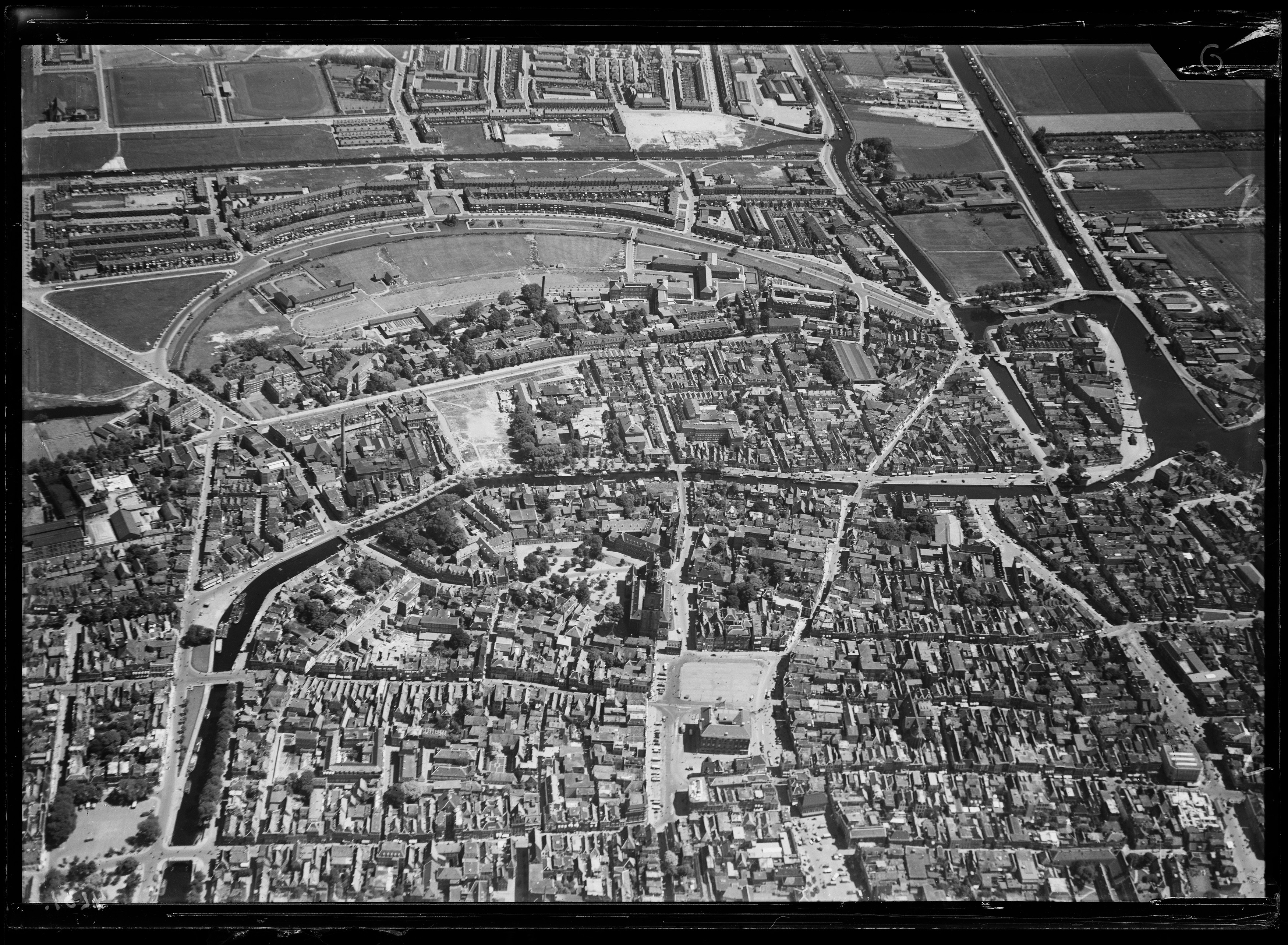
Luchtfoto uit de periode 1920-1940 van het terrein van het huidige Universitair Medisch Centrum.

Het ziekenhuis maakte in die jaren een bloeiperiode door. Door medewerkers van het ziekenhuis is de hart-longmachine ontwikkeld. In 1957 werd de eerste openhartoperatie in Nederland uitgevoerd. Door het ruim opgezette complex kon het meegroeien met de zorgvraag en de ontwikkelingen in de medische wetenschap. Er kwamen ook nieuwe afdelingen bij zoals oogheelkunde en de kinderafdeling. Doordat er steeds meer auto's kwamen, maar mede door nieuwbouw bleef er vrijwel niets over van de tuinen op het terrein.
Op 1 juli 1971 trad er een nieuwe wet in werking. Hierin staat beschreven wat de taken van de universiteit en wat de taken van het ziekenhuis zijn in de organisatie. Hierdoor werd het ziekenhuis een los rechtspersoon en kreeg het de naam Academisch Ziekenhuis Groningen. In de jaren zeventig werd er ook gepraat over een nieuw ziekenhuis. In andere steden kwamen de ziekenhuizen allemaal aan de rand van de stad, maar het gemeentebestuur van Groningen besloot dat het ziekenhuis op hetzelfde terrein zou blijven. Dit was immers groot genoeg. Er werd besloten dat het uit verschillende gebouwen, recepties en ingangen moest bestaan. Maar in loop der jaren werden de plannen gewijzigd. In 1997 werd het Medisch Centrum geopend. Dit had uiteindelijk één receptie, één centrale ingang en overdekte binnenstraten.

### 2000 tot nu
Door de steeds nauwere samenwerking tussen de Universiteit en het ziekenhuis werd het AZG en de Faculteit der Medische Wetenschappen uiteindelijk samengevoegd op 13 januari 2005. Het kreeg toen ook de huidige naam: Universitair Medisch Centrum Groningen of kortweg UMCG. De afgelopen jaren hebben de meeste academische ziekenhuizen in Nederland een samenvoeging ondergaan met de medische faculteit van een universiteit. In 2004 én 2005 werd de voorloper, het AZG, uitgeroepen tot 'beste werkgever van Nederland non profit'. Het UMCG is de grootste werkgever van het Noorden. Sinds 2006 mag het als derde ziekenhuis na Erasmus MC en UMC Utrecht harttransplantaties uitvoeren. Het ziekenhuis is verder het enige ziekenhuis van Nederland waar alle orgaantransplantaties mogen worden uitgevoerd die er bestaan, het is zelfs een van de weinige ter wereld die dit mogen.

## Organisatie

### Raad van Bestuur
De raad van bestuur is benoemd door de raad van toezicht, de decaan door het college van bestuur van de Rijksuniversiteit Groningen. De samenstelling van de raad van bestuur van het UMCG:
- prof. dr. A.G.J. van der Zee, voorzitter
- prof. dr. S.C.E. Klein Nagelvoort-Schuit, vicevoorzitter, portefeuille patiëntenzorg, kwaliteit & veiligheid en medische vervolgopleidingen
- prof. dr. W.J. Niessen, decaan
- P.F.I.M. Snijders MSc, CFO

### Raad van Toezicht
De samenstelling van de raad van toezicht:
- mevr. dr. T.M. Ten Dam, voorzitter
- drs. H.J.M. Brouwer, vicevoorzitter
- drs. K.T.V. Bergstein
- prof. dr. J.A. Romijn
- R. Van Zanten MSc

### UMCG Groep
Naast het UMCG, bestaat er ook de UMCG groep. Dit bestaat uit verschillende groepsmaatschappijen en deelnemingen. De gelieerde rechtspersonen waarin het UMCG rechtstreeks in deelneemt, zijn de volgende vennootschappen:
- OZG B.V. (ziekenhuis Noordoost-Groningen), 100% deelneming. De ACM heeft op 2 april 2015 goedkeuring gegeven aan de overname van de Ommelander Ziekenhuis Groep (OZG) door het Universitair Medisch Centrum Groningen (UMCG). Daarbij wordt de OZG als zelfstandige BV ondergebracht bij het UMCG. De ACM heeft onderzocht of er na de overname nog voldoende concurrentie in de regio blijft.[6][7]
- SteriNoord B.V. (sterilisatie van medische instrumenten), 16% deelneming
- UMCG Ambulancezorg B.V. (ambulancezorg),100% deelneming
  - MAI B.V. (huisartsenvervoer en medische repatriëring), 100% deelneming
  - Ambulancezorg Friesland B.V. (ambulancezorg), 67% deelneming, per 30 juni 2017 100% deelneming, per 28 december 2017 gefuseerd met UMCG Ambulancezorg B.V.
- UMCG Research B.V. (fondsbeheer voor stimulering wetenschappelijk onderzoek)
- UMCG Zorg B.V. (patiëntenzorg aansluitend op ziekenhuiszorg), 100% deelneming
  - Verloskundige stadspraktijk B.V. (eerstelijns verloskundigenpraktijk), 100% deelneming
  - B.V. Beatrixoord (ergotherapiepraktijk),100% deelneming
  - UCEC B.V. (esthetische chirurgische zorg), 100% deelneming
  - SteriNoord B.V. (sterilisatie van medische instrumenten), 51% deelneming
  - SteriNoord UMCG BV, 100% deelneming
  - UMCG Groningen Thuis B.V. (thuiszorg), 50% deelneming, per 29 december 2017 geen deelneming meer. De organisatie fuseert daarna met Stichting Icare. Vanaf 1 januari 2019 zijn alle werkzaamheden van Groningen Thuis verdergegaan onder de vlag van Icare.[8]
  - Apotheek A15 Holding B.V. (apotheek), 50% deelneming
- Lifelines Databeheer B.V. (verzamelen, opslag en beheer van biomaterialen en data voor studies), 50% deelneming
  - Medische Biobank Noord-Nederland B.V., 100% deelneming
- UMCG Services B.V. (schoonmaakdiensten), 51% deelneming

### Personeel

#### Samenstelling
| Categorie                                  | Totaal | Man | Vrouw | % Vrouw |
| ------------------------------------------ | ------ | --- | ----- | ------- |
| Afdelingshoofden                           | 39     | 32  | 7     | 18%     |
| Hoogleraar                                 | 237    | 174 | 63    | 27%     |
| Opleider                                   | 40     | 21  | 19    | 48%     |
| Medisch Specialist (UMS- excl.hoogleraren) | 684    | 359 | 325   | 48%     |
| UHD ( incl. Tenure track)                  | 102    | 67  | 35    | 34%     |
| UD                                         | 136    | 86  | 50    | 37%     |
| Strategisch en tactisch management         | 62     | 38  | 24    | 39%     |
| Overige management functies incl. HV's     | 495    | 242 | 253   | 51%     |

| Categorie               | Totaal 2019 | % vrouw 2019 | Totaal 2020 | % vrouw 2020 |
| ----------------------- | ----------- | ------------ | ----------- | ------------ |
| Basis (t/m schaal 11)   | 11.100      | 74%          | 11.256      | 74%          |
| Subtop (schaal 12 - 16) | 629         | 49%          | 626         | 50%          |
| Top (vanaf schaal 16)   | 927         | 42%          | 946         | 43%          |

| Categorie                                  | 2010 | 2017 | 2018 |
| ------------------------------------------ | ---- | ---- | ---- |
| Medisch wetenschappelijke carrièrelijn     |      |      |      |
| Afdelingshoofden                           | 14%  | 12%  | 13%  |
| Hoogleraar                                 | 13%  | 21%  | 22%  |
| Opleider                                   | 9%   | 22%  | 24%  |
| Medisch Specialist (UMS- excl.hoogleraren) |      | 45%  | 46%  |
| AIOS                                       |      | 62%  | 62%  |
|                                            |      |      |      |
| Wetenschappelijke carrièrelijn             |      |      |      |
| Afdelingshoofden                           | 0%   | 22%  | 25%  |
| Hoogleraar                                 | 23%  | 25%  | 26%  |
| UHD ( incl. Tenure track)                  | 21%  | 31%  | 31%  |
| UD                                         |      | 40%  | 40%  |
| Onderzoeker                                |      | 61%  | 64%  |
| MD-PhD                                     |      | 66%  | 66%  |
|                                            |      |      |      |
| Management carrièrelijn                    |      |      |      |
| Strategisch en tactisch management         | 28%  | 32%  | 31%  |
| Overige management functies incl. HV's     | 48%  | 53%  | 54%  |

#### Contracten[4]
| Contractvorm | Totaal |
| ------------ | ------ |
| Vast         | 9.260  |
| Tijdelijk    | 2.189  |
| Bepaald werk | 448    |
| Opleiding    | 1.277  |
| Eindtotaal   | 13.174 |

#### Diversiteit
Het UMCG streeft naar diversiteit in de samenstelling van personeel, zowel qua nationaliteit als de verdeling man/vrouw. In 2018 waren 97 nationaliteiten werkzaam in het UMCG.

#### Veiligheid[10]
|                                                                         | 2014 | 2015 | 2016 | 2017 | 2018 |
| ----------------------------------------------------------------------- | ---- | ---- | ---- | ---- | ---- |
| Aantal arbeidsongevallen                                                | 124  | 113  | 145  | 166  | 135  |
| Aantal agressie/geweldsincidenten                                       | 64   | 64   | 87   | 120  | 136  |
| Aantal incidenten met patiëntmateriaal (prik-, snij- en spatincidenten) | 162  | 193  | 184  | 193  | 152  |
| Totaal                                                                  | 350  | 370  | 416  | 479  | 479  |

### Milieu[11]
| Hoeveelheid en aard van het afval (in kilogrammen) | 2018      | 2019      |
| -------------------------------------------------- | --------- | --------- |
| Specifiek ziekenhuis afval (SZA)                   | 370.182   | 370.343   |
| Restafval                                          | 1.639.320 | 1.648.656 |
| Gevaarlijke afvalstoffen laboratoria (chemie)      | 32.900    | 36.672    |
| Papier en karton (incl. vertrouwelijk papier)      | 443.429   | 396.027   |
| Swill (voedselresten)                              | 169.000   | 180.194   |
| Glas                                               | 20.535    | 17.723    |
| Bouw- en sloopafval                                | 11.200    | 4.790     |
| Oud ijzer                                          | 63.080    | 33.470    |
| Goud goed container                                | 61.640    | 69.311    |
| Piepschuim                                         | -         | 4.483     |
| Totaal                                             | 2.811.286 | 2.761.669 |

### Personeelstekort
Het UMCG sloot in juli 2018 per direct 4 van de 29 operatiekamers vanwege een tekort aan personeel. In augustus van hetzelfde jaar maakte het ziekenhuis bekend dat ze 5000 euro uitloven voor personeel die een ’schaarse functie’ in en rond de operatiekamers bekleedt wanneer zij 3 jaar blijven. Ook is het UCP niet langer bereid patiënten van andere organisaties op te nemen die acute psychiatrische zorg nodig hebben. In januari 2019 opent het UMCG weer de leegstaande operatiekamers. Op de intensive care worden extra bedden in gebruik genomen. Dit wordt niet opgelost door nieuw personeel, maar doordat tientallen medewerkers extra uren gaan draaien is een eind aan het personeelstekort in zicht. Er gaan dan zestig tot zeventig parttime ok-assistenten, anesthesiemedewerkers en ic-verpleegkundigen vier uur per week extra werken.

### Cao-onderhandelingen 2018
De vakbonden organiseerden 5 juli 2018 een werknemersoverleg bij het UMCG. Aanleiding is dan het uitblijven van een nieuwe collectieve arbeidsovereenkomst (cao) voor de academische ziekenhuizen. De cao voor het personeel van de acht academische ziekenhuizen in Nederland - waaronder het UMCG - liep op 1 januari 2018 af. Het overleg werd gevolgd door een demonstratie, waarbij korte tijd het werk werd neergelegd. Eerder kondigden vakbonden al stiptheidsacties aan. Op 14 augustus 2018 werd er een stille tocht gelopen door het ziekenhuis, om vervolgens (de bonden) op 20 augustus door de NFU opnieuw aan de onderhandelingstafel te worden gevraagd. Op maandag 19 november 2018 bereikten de vakbonden en de NFU een akkoord daaruit voort vloeide de Cao umc 2018-2020. De driejarige cao, waar ruim anderhalf jaar voor was onderhandeld, geldt voor de ruim 70.000 werknemers van de universitair medische centra (umc’s). De medewerkers krijgen 8,25% loonsverhoging in drie jaar. De betrokken vakbonden van overheidspersoneel zijn akkoord gegaan met het eindbod van de NFU, de koepel van umc’s. Maatregelen voor werkdrukvermindering kunnen nu verder worden uitgewerkt.

#### Belangrijke punten uit de cao umc 2018-2020:[22]
- Salaris
  - in drie jaar tijd een blijvende brutosalarisverhoging van 8,25%: per augustus 2018: 2,5%
  - per augustus 2019: 2,75%
  - per augustus 2020: 3,0%
- De opbouw van het Persoonlijk Budget (PB) stopt per 1 januari 2019. In plaats hiervan wordt het brutosalaris blijvend verhoogd met 0,92%.
- Werkdrukvermindering wordt in lokaal en landelijk overleg tussen medewerkers, werkgevers en vakbonden met praktische maatregelen aangepakt.

## Gebouwen
Het UMCG heeft meerdere locaties en voor de locatie Groningen zijn er ook nog verschillende gebouwen.

Galerij van verschillende gebouwen die onderdeel maken van het UMCG
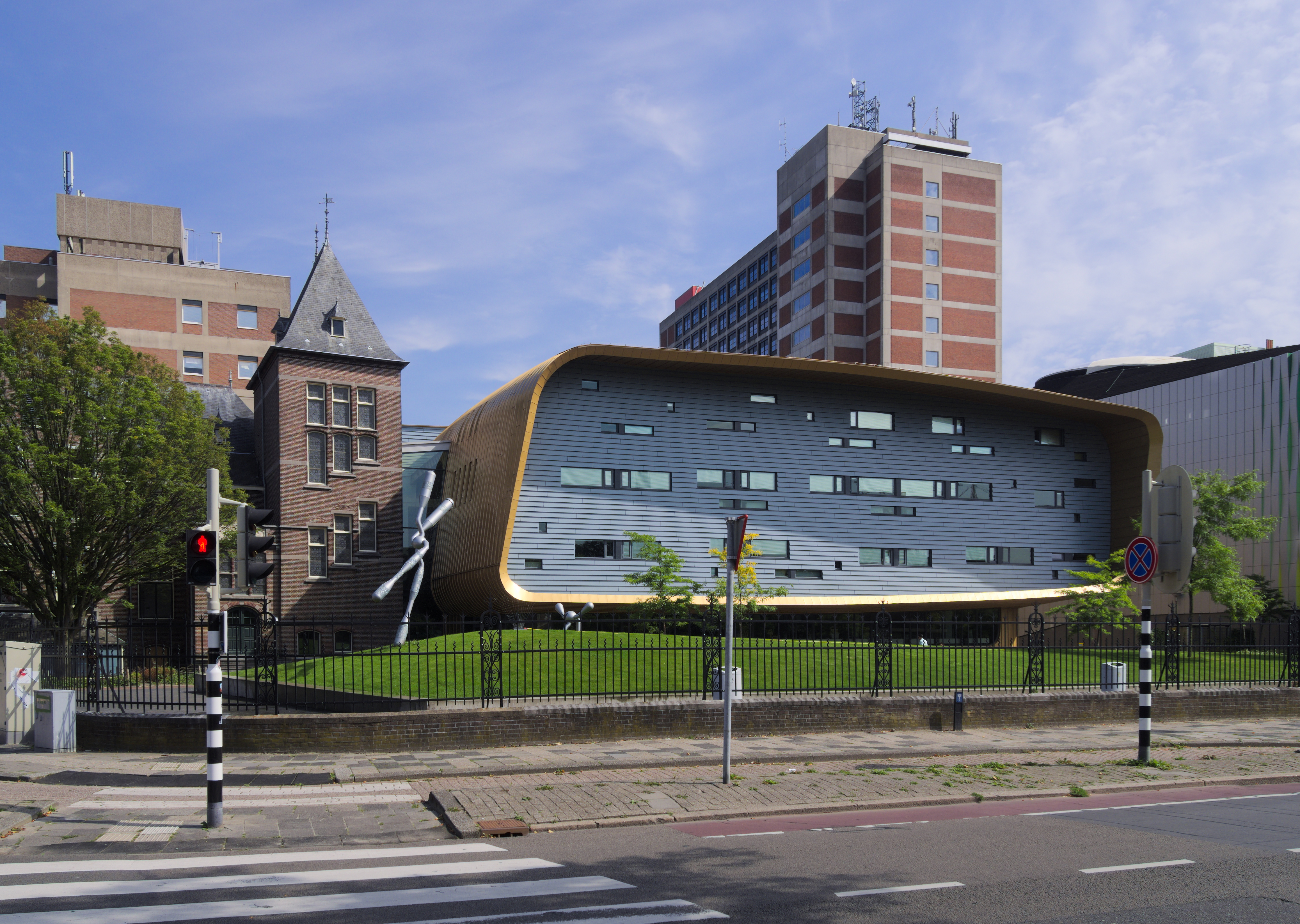
Zicht vanaf de Oostersingel kijkende naar UCP, Centraal Dierenlaboratorium Groningen en faculteit medische wetenschappen.
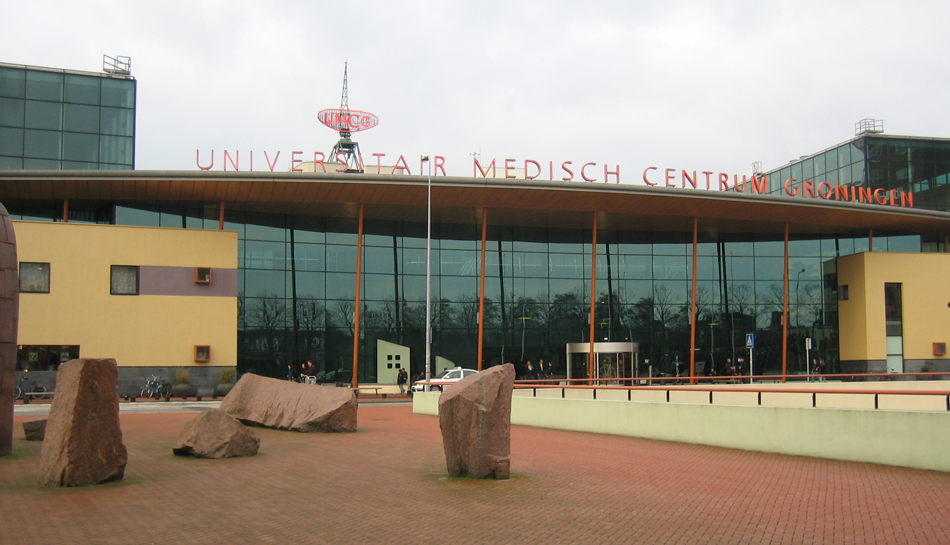
Hoofdingang UMCG (Centraal Medisch Complex)
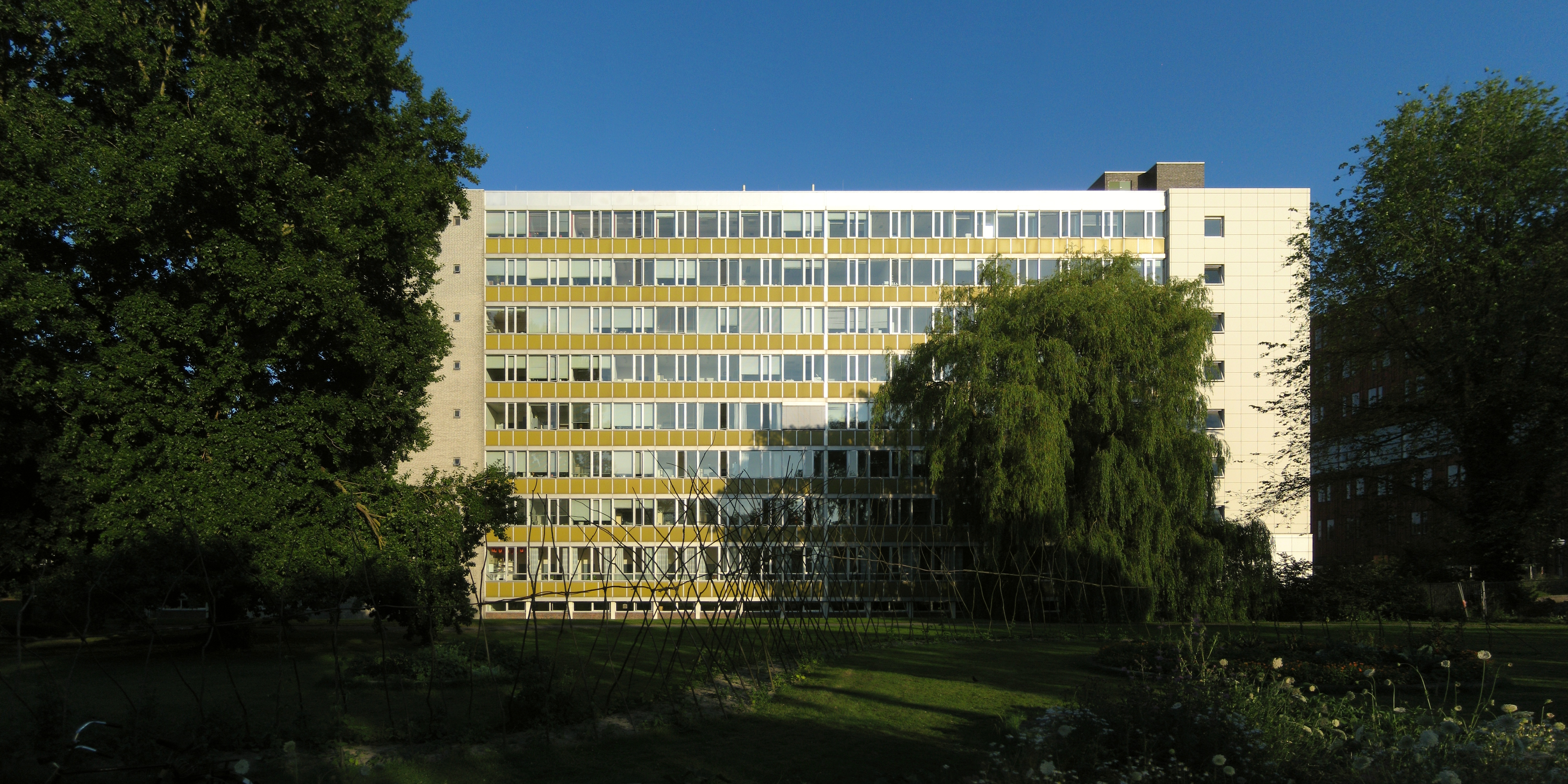
Universitair Centrum Psychiatrie
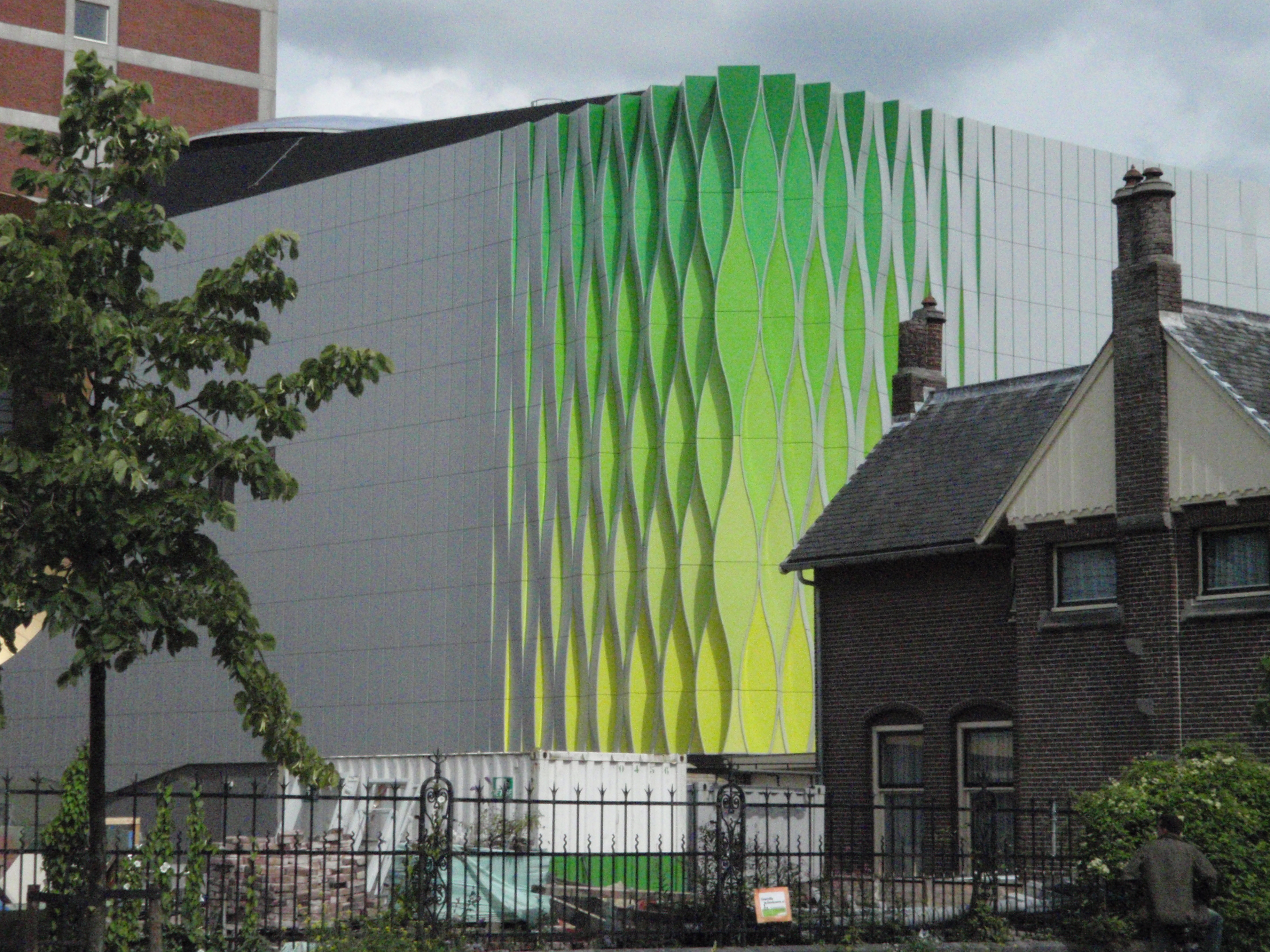
Centraal Dierenlaboratorium Groningen
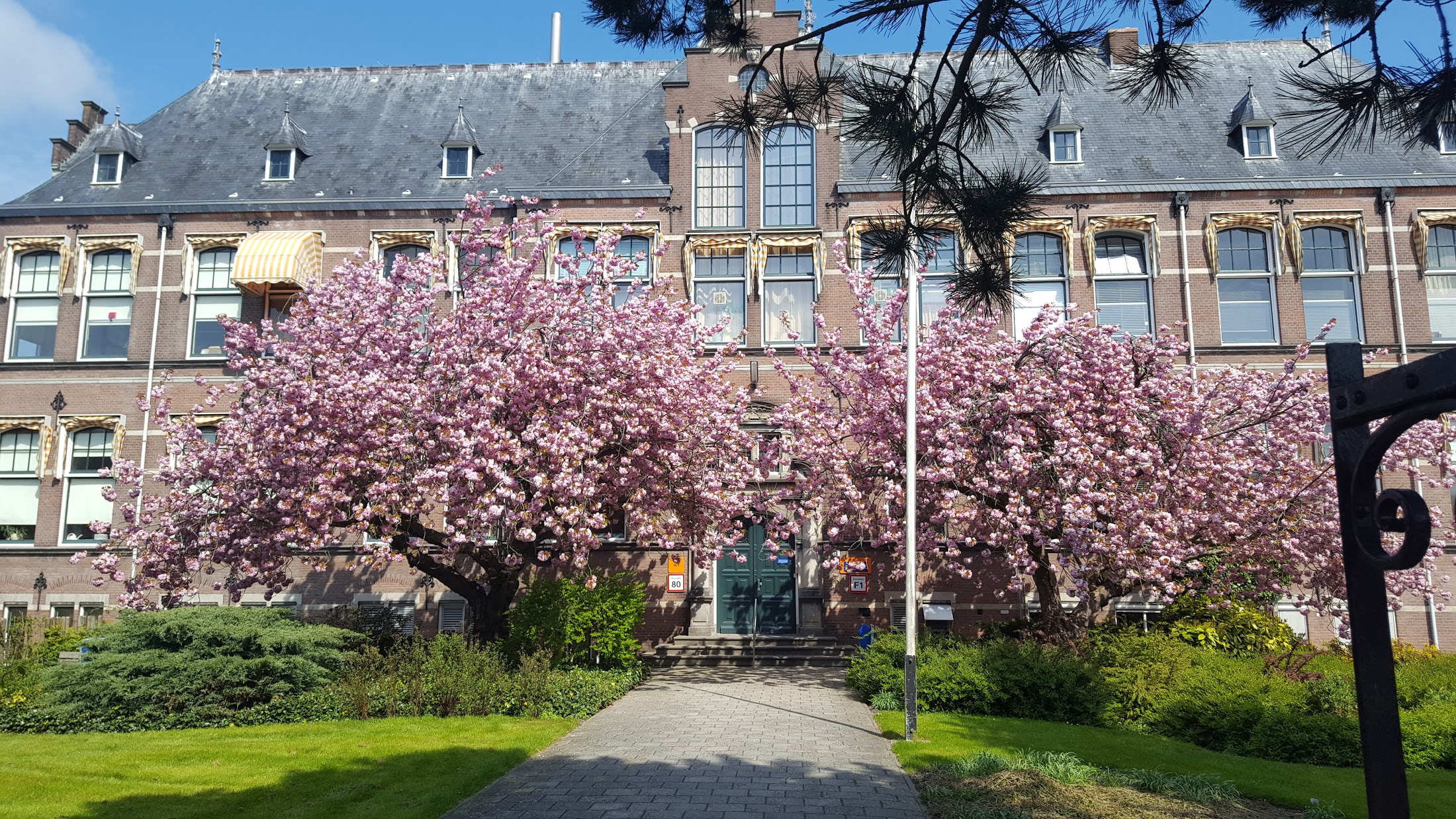
Bloemsingel 1
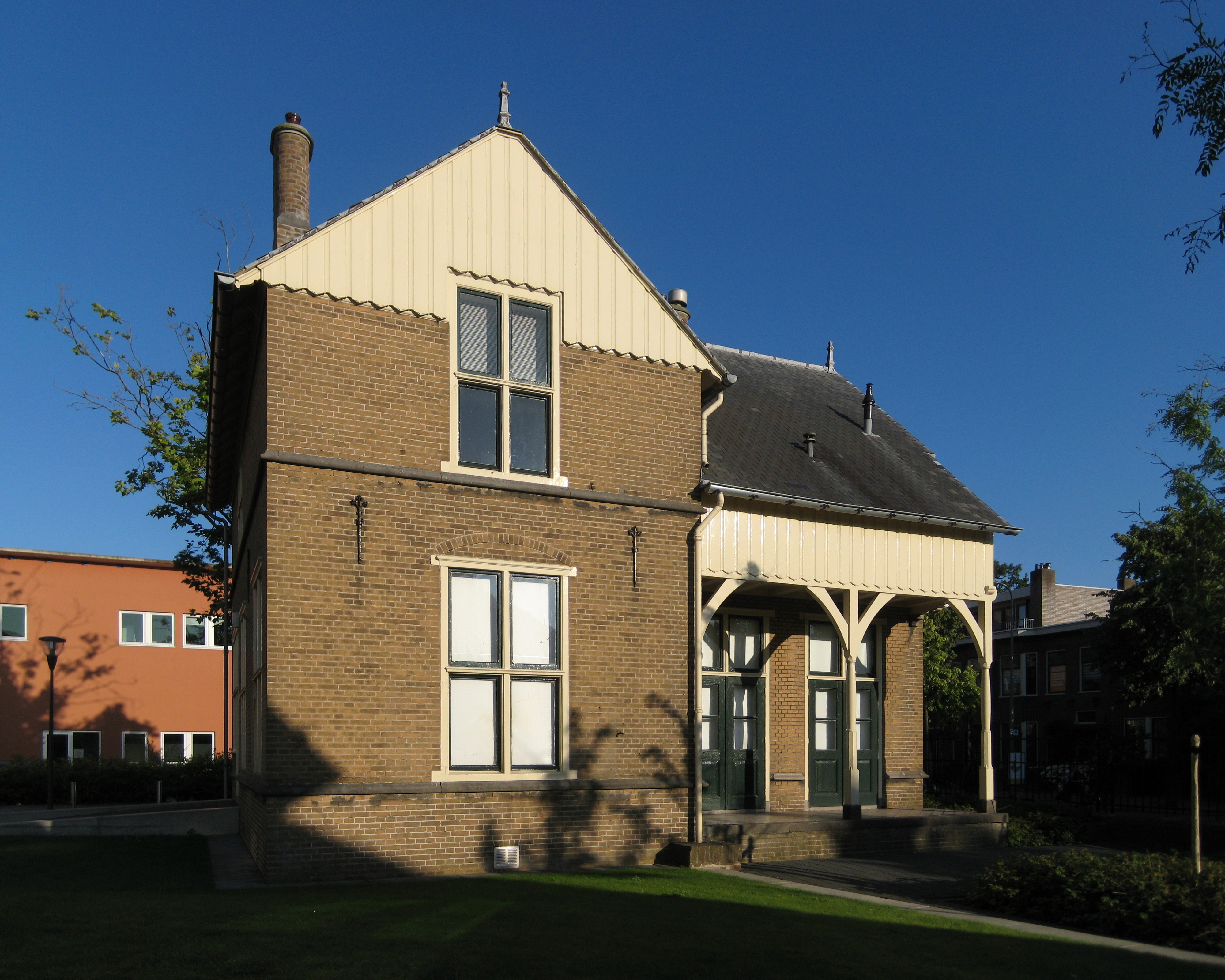
Oostersingel 65
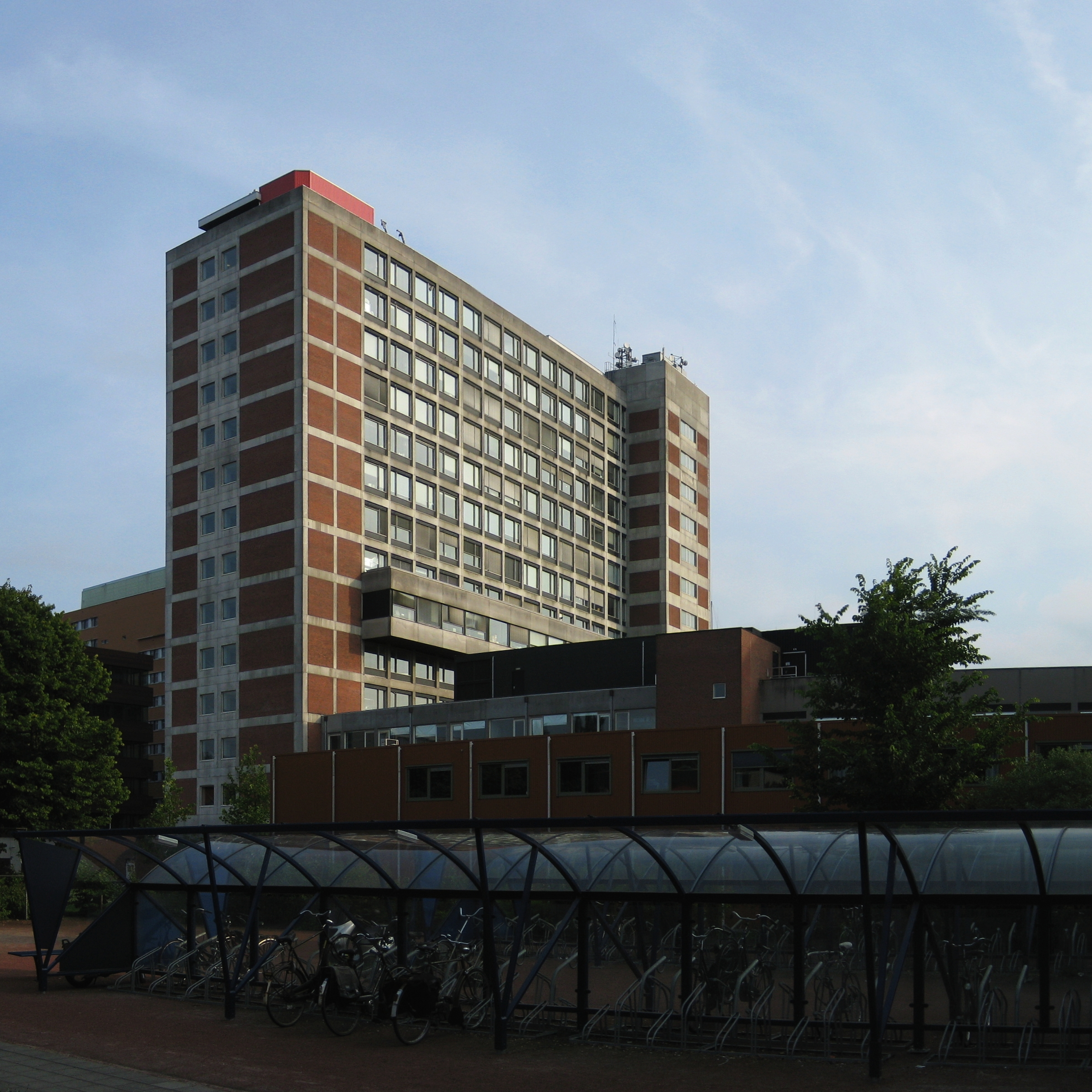
Medische faculteit RUG
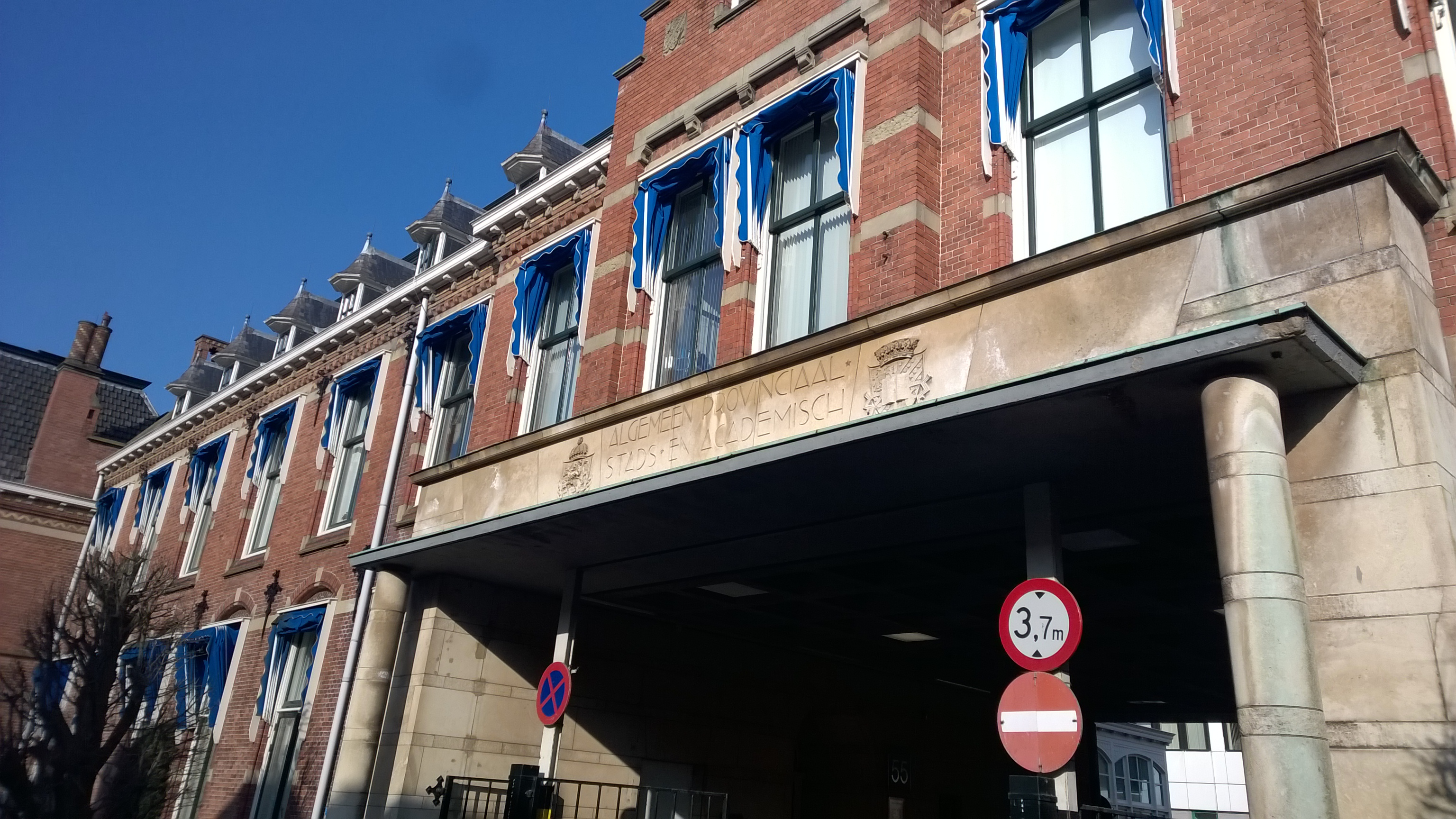
Poortgebouw
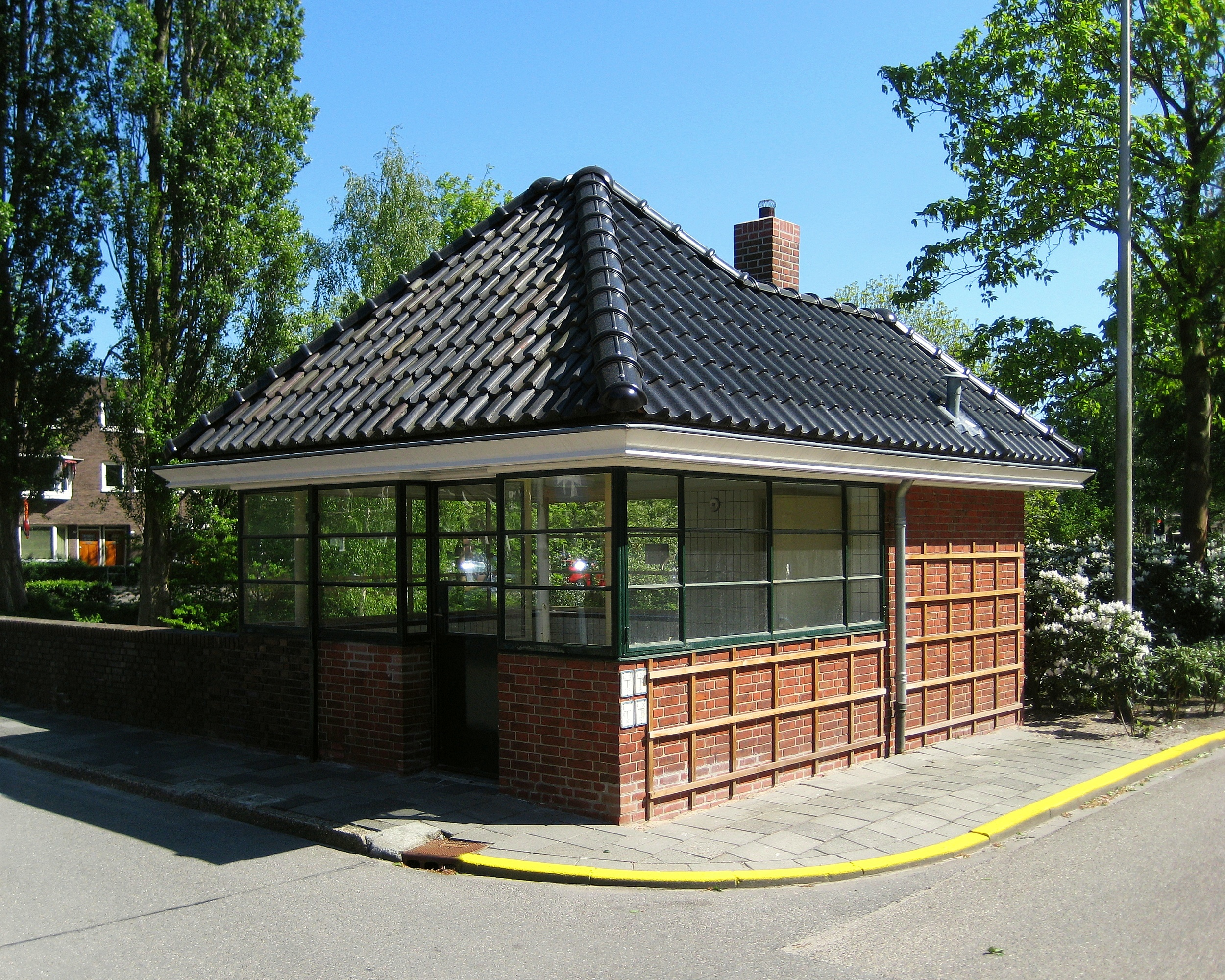
Oude niet meer in gebruikzijnde portiersloge aan de Petrus Campersingel
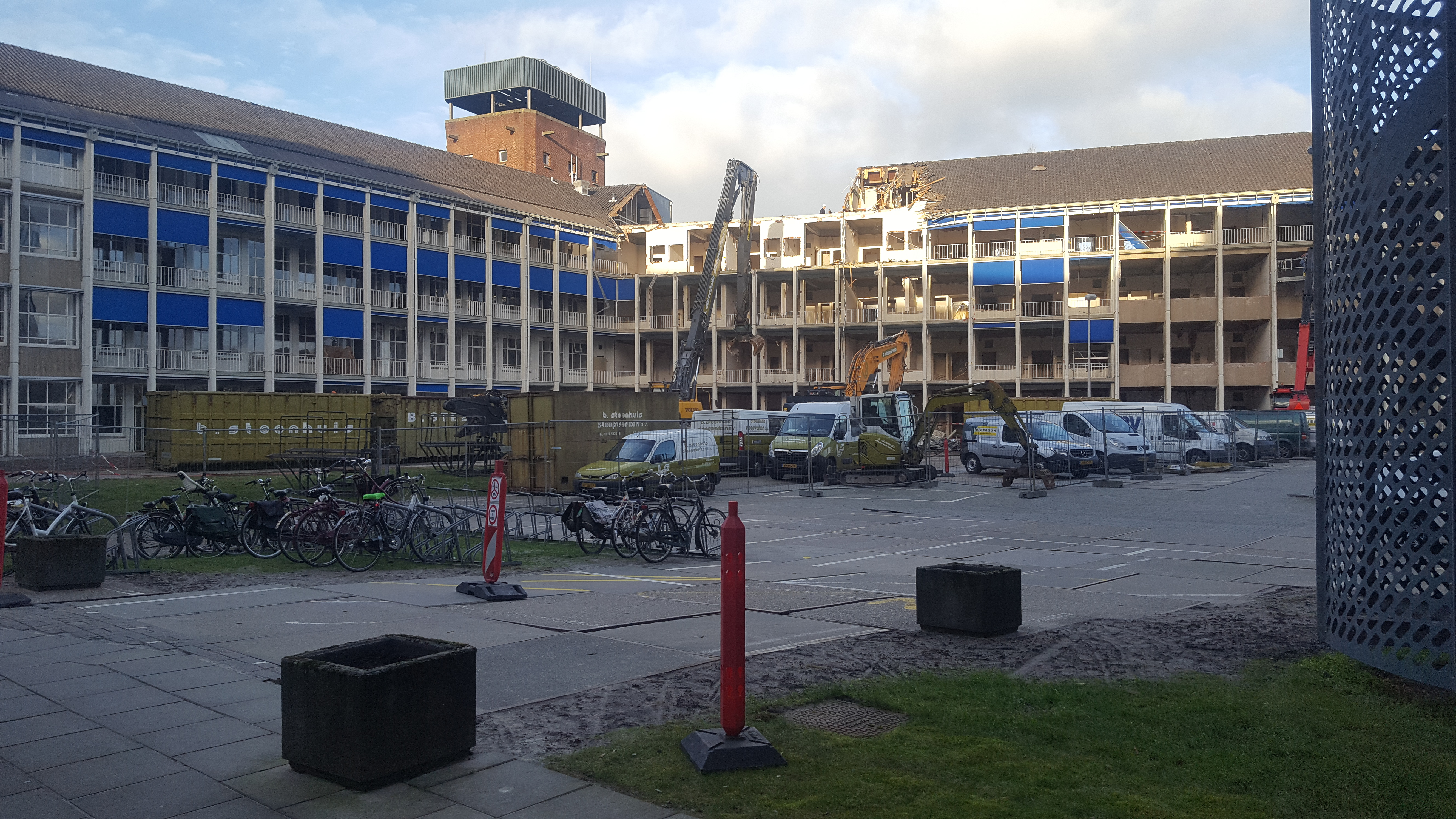
Sloop van een vleugel van het Triade gebouw van het UMCG dat gesloopt wordt. Dit maakt plaats voor de nieuwbouw van het UCP.
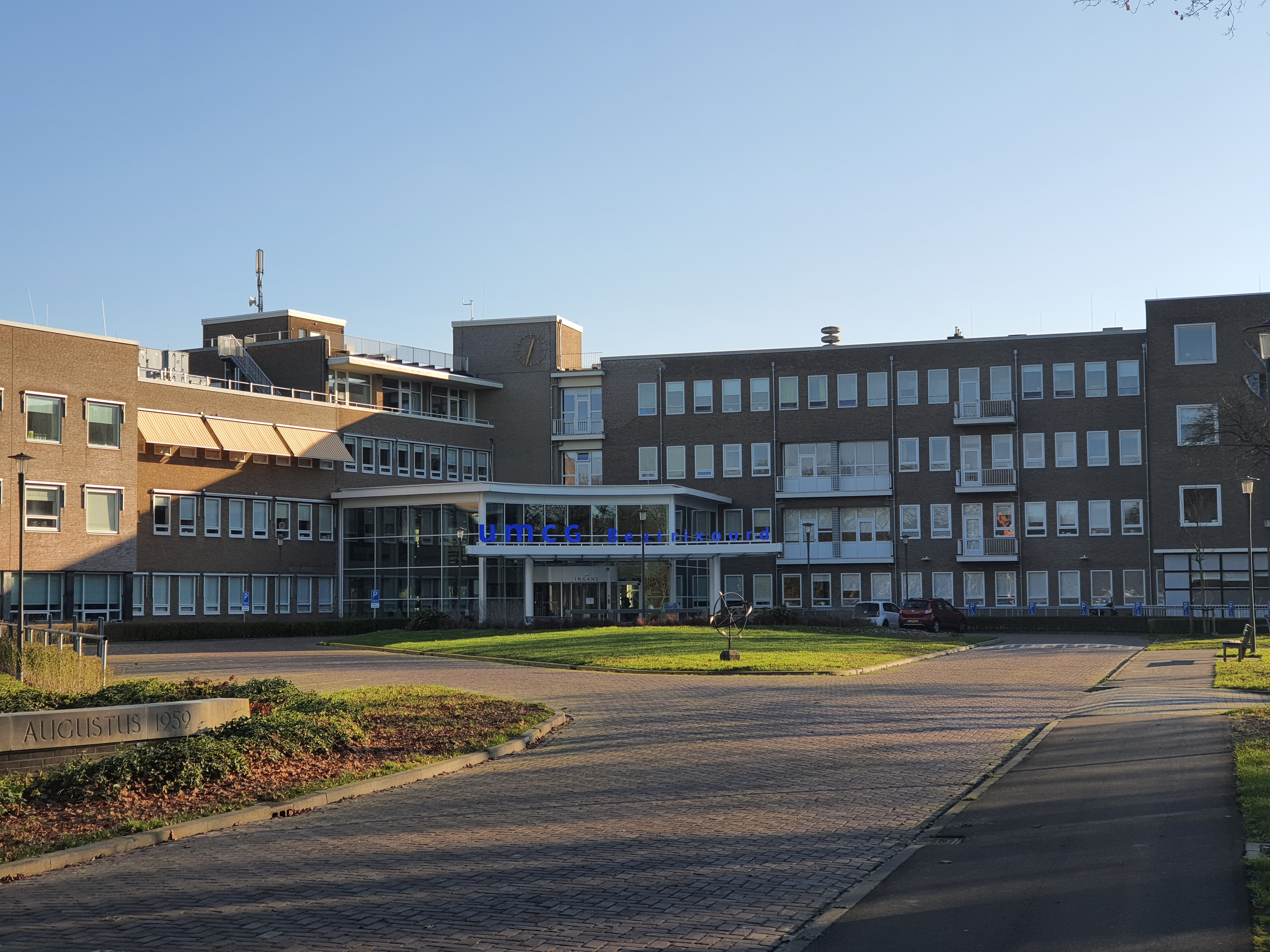
Beatrixoord in Haren

### Groningen

#### Centraal Medisch Complex

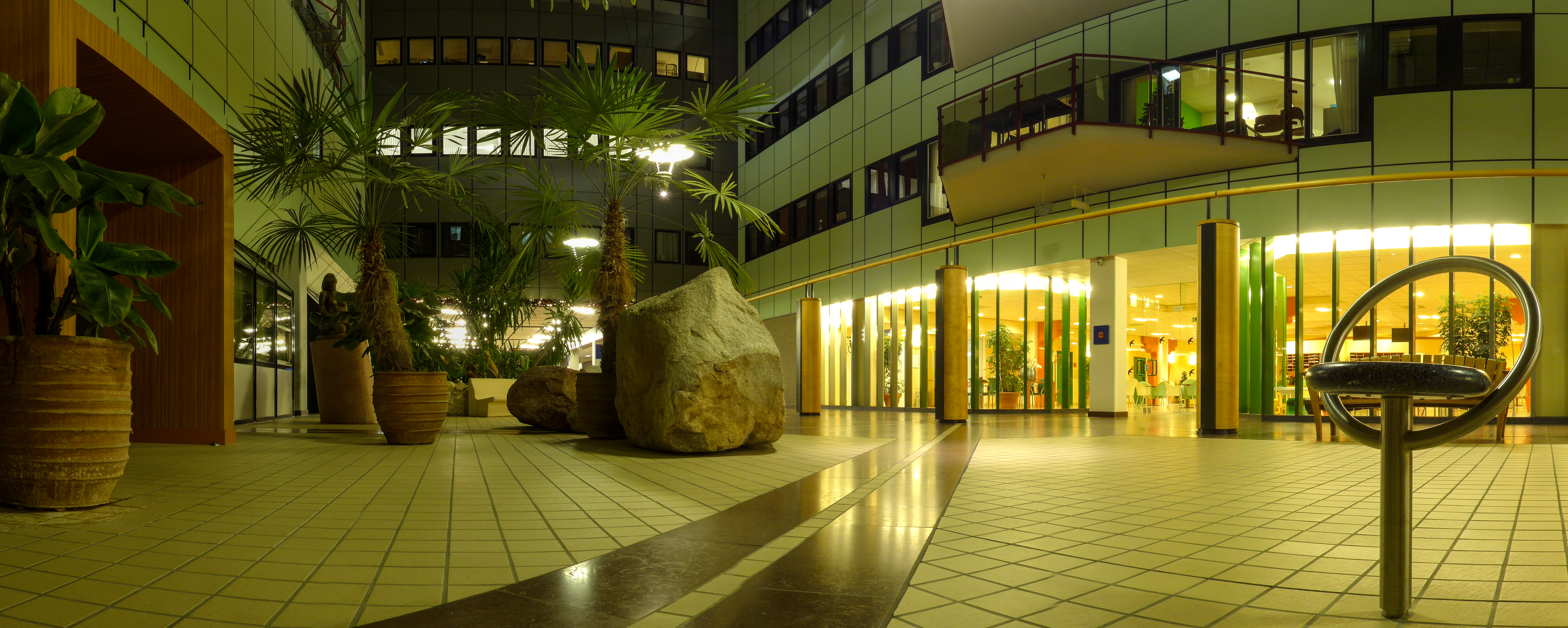
De Poortweg in het UMCG (2015)

Het ziekenhuis is verdeeld in diverse straten, overdekt met glas. Via de straten zijn de poliklinieken en verpleegafdelingen te bereiken. Het UMCG heeft de volgende straten: Fonteinstraat, Poortweg, Langstraat en de Winkelstraat. In het oorspronkelijke ontwerp zouden de straten worden voorzien van veel groen. Dit plan is uiteindelijk gedeeltelijk uitgevoerd met groen in de straten en een grote waterfontein centraal in het ziekenhuis. Lopend door het ziekenhuis doet het complex niet aan als een ziekenhuis, pas op de polikliniek en de verpleegafdelingen merkt de bezoeker dat hij zich in een ziekenhuis bevindt.
Een aantal oude gebouwen zijn behouden gebleven en hebben ook nog een functie. Het zusterhuis en het Triadegebouw (bouwdeel 22 en 64) bestaan ook nog. Hierin zijn momenteel verschillende ondersteunende diensten gevestigd, zoals ICT maar ook de polikliniek Orthodontie. Over de bouw van het centrale gebouw is vijftien jaar gedaan met de opening in 1997, maar het resultaat is er dan ook naar. Ondergronds bevinden zich twee parkeergarages met een totaal van 1800 parkeerplaatsen.
Op 13 januari 2005 werd De Brug (bouwdeel 40) geopend. Deze verbindt de medische faculteit van de universiteit met de rest van het ziekenhuis. In de hoogbouw van De Brug zijn onder andere de Raad van Bestuur, delen van de medische en facilitaire faculteiten, medische microbiologie en de apotheek gehuisvest. In de laagbouw zijn de bloedbank Sanquin, het dialysecentrum en de klinische genetica gevestigd. De laagbouw staat nog niet op de kaart, maar deze is links van bouwdeel 51.
Sinds kort is er ook een gebouw alleen voor oncologie. Dit is naast de Brug tussen bouwdeel 40 en 51. Daar zitten radiotherapie en hematologie vlakbij, en is alles voor kankerbestrijding gecentraliseerd. Er zijn ook plannen voor nieuwbouw op het Bodenterrein. Dit is aan de andere kant van de Antonius Deusinglaan. Hier zal Psychiatrie komen, dit zit nu in bouwdeel 19. Dit wordt dan afgebroken en hier komt nieuwbouw voor waarschijnlijk ondersteunende diensten zoals facilitaire dienst en ICT.
Als laatste beschikt het complex over een grote kelder waar onder andere het eten en kleding vervoerd worden. Ook zit er een buizensysteem waarmee buizenpost geleverd wordt. Ook beschikt het complex over een eigen energiecentrale voor het geval de energie langere tijd uit valt.

#### Poortgebouw
In het oude poortgebouw aan de Oostersingel is nu de afdeling Bouw en Facilitair (B&F) en Personeel en Organisatie (P&O) gevestigd. Dit gebouw dient ook nog als ingang voor voetgangers en fietsers.

#### Voormalig Fysiologisch Laboratorium (Bloemsingel 1)

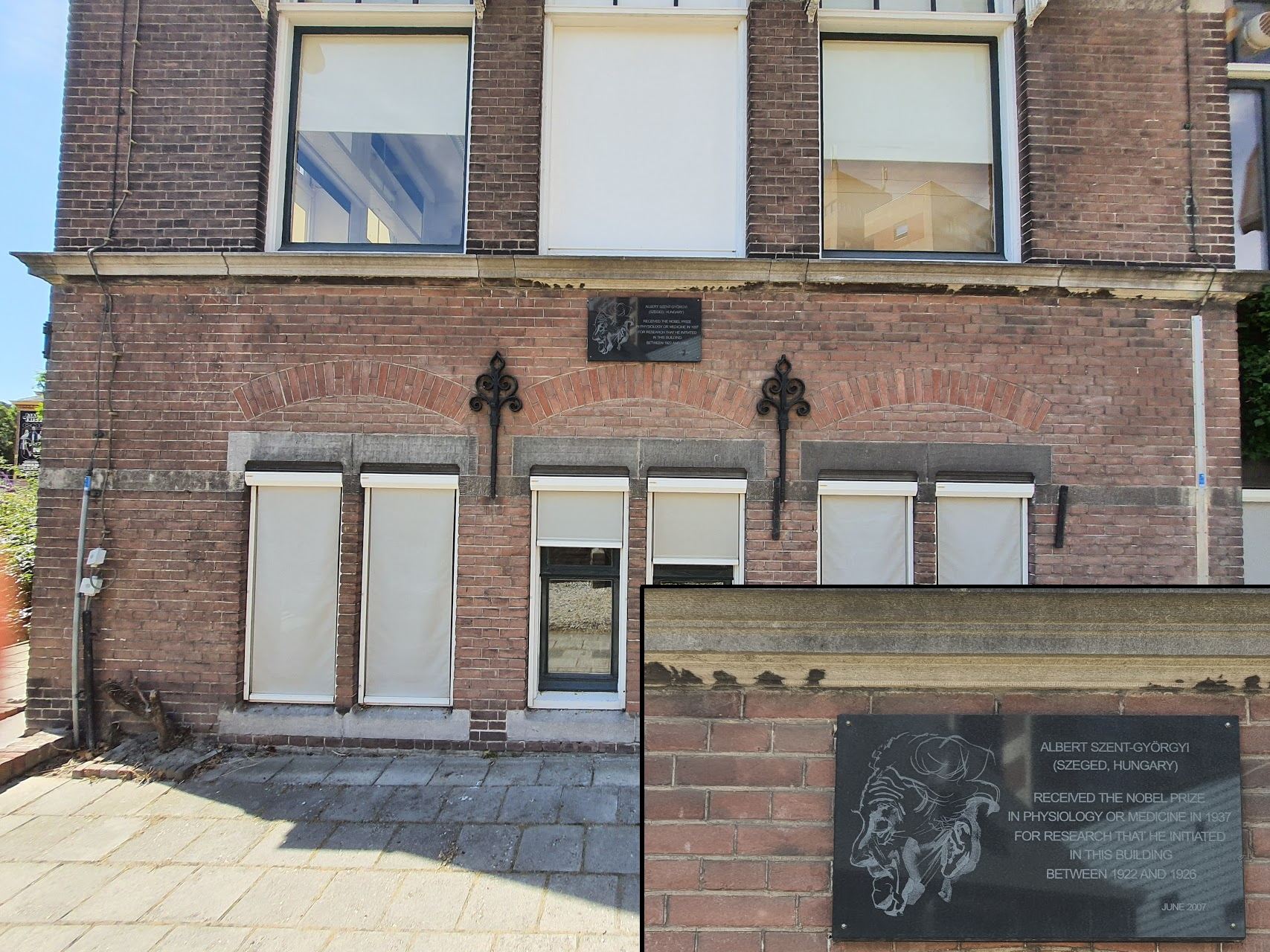
Plakkaat aan de muur van het voormalig Fysiologisch Laboratorium.

In het voormalig Fysiologisch Laboratorium van de Rijksuniversiteit Groningen is een gedeelte van de afdeling ICT gevestigd. Albert Szent-Györgyi legde de basis voor zijn werk, dat hem de Nobelprijs opleverde, in dit laboratorium van Hartog Jacob Hamburger.

#### Familie De Boer Huis (Bloemsingel 3)
Kinderen met kanker die behandeld moeten worden in het UMCG protonentherapiecentrum en van buiten de regio komen, kunnen gedurende hun bestraling samen met het gezin verblijven in het familiehuis. Het UMCG biedt deze mogelijkheid omdat het voor kinderen en hun ouders zeer belastend is om dagelijks gedurende 5 tot 6 weken (de gemiddelde duur van een behandeling) te reizen tussen het ziekenhuis en thuis. De Stichting C&W de Boer van de Drentse supermarktfamilie achter de Super de Boer-keten is een van de partijen die de verbouwing van het gebouw tot familiehuis mogelijk hebben gemaakt. Gezinnen die gebruik willen maken van de verblijfsmogelijkheid in het familiehuis, worden hiervoor aangemeld door het Prinses Máxima Centrum. Het huis bestaat uit twee volledig ingerichte appartementen, voor twee gezinnen. Initieel deed het gebouw dienst als portierswoning die in 1911 naast het voormalige Fysiologisch Laboratorium  werd gebouwd (Bloemsingel 1).

#### Protonencentrum
Op 22 december 2017 werd het gebouw in gebruik genomen. De bouw duurde van maart 2016 tot januari 2018 en is ontworpen door architecten Henk Scholten, Mark-jan de Blok en Aron van Delft. Het UMCG is een van de eerste ziekenhuizen in Nederland die protonentherapie gaan aanbieden. Dit is een nieuwe bestralingstechniek tegen kanker waarbij de stralingsdosis zeer nauwkeurig kan worden toegediend aan de tumor. Het omringende weefsel ontvangt minder straling dan bij de traditionele bestralingsmethode met fotonen.

#### Triadegebouw
Het Triadegebouw is oorspronkelijk het gebouw waarin Triade zelf gehuisvest was. Triade is in 1988 opgericht door het ziekenhuis en helpt ondernemingen en kennisinstellingen te verbeteren op het gebied van gezondheidszorg. Dat doen zij door drie aandachtsgebieden: consultancy, vastgoed en investeringen. Op dit moment wordt de ruimte onder andere gebruikt door afdelingen van het UMCG zoals sportgeneeskunde, maar ook door kleinere praktijken niet direct gelieerd aan het UMCG, zoals een acupunctuurpraktijk.

#### Nieuwbouw noordzijde[34][35]

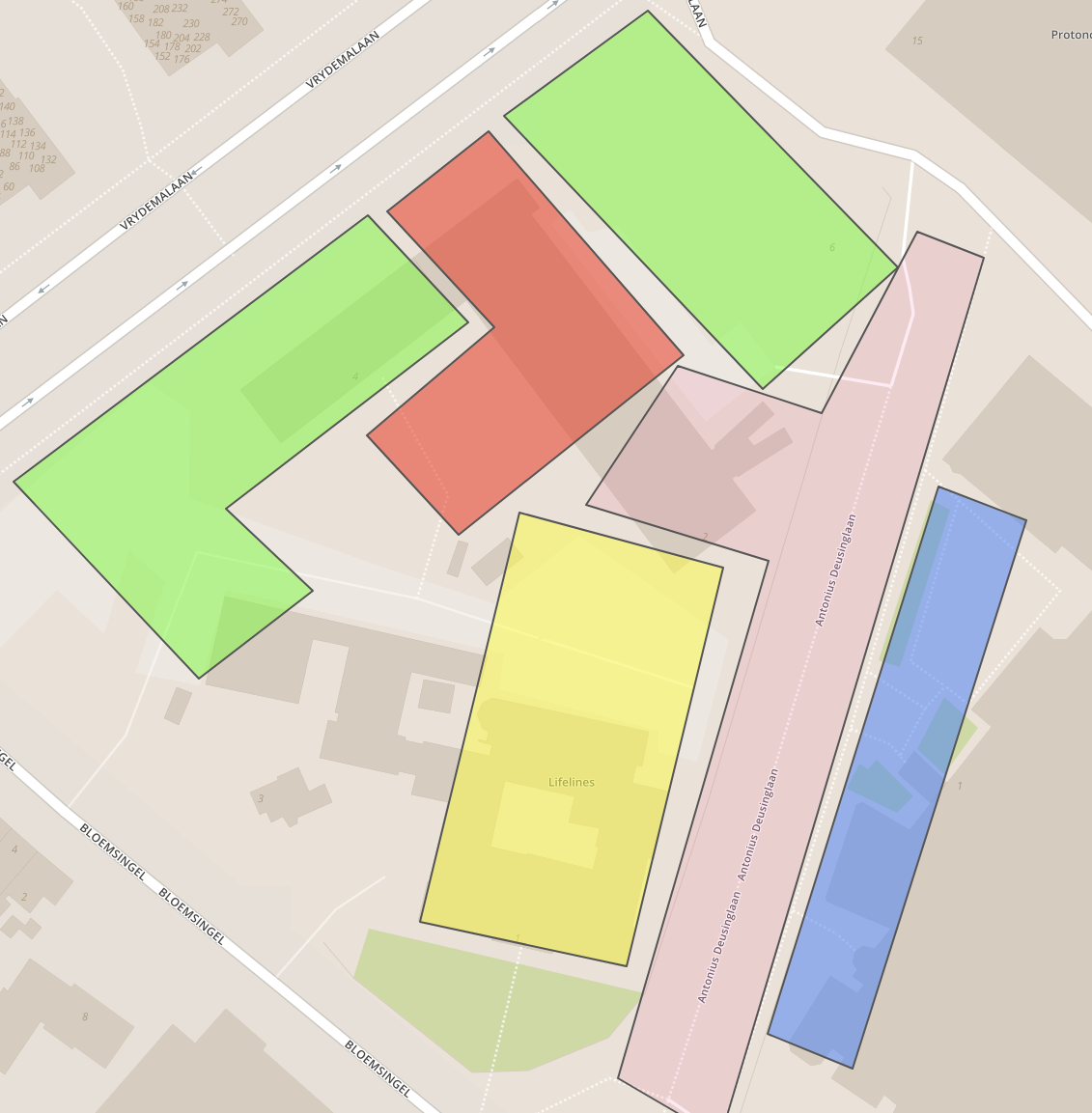
Kaartschets van de nieuwbouwplannen aan de noordzijde van het UMCG.

RUG en UMCG hebben in 2018 een hoofdlijnenakkoord ondertekend voor de ontwikkeling van het gebied rondom de Antonius Deusinglaan. De plannen maken deel uit van een groter verbouwingsplan, dart loopt van 2019 tot 2024. De kosten zijn tussen de 300 en 400 miljoen euro.
In het roze vlak wordt een stadsplein gecreëerd. Centraal in het ontwikkelplan staat het stadsplein met daaromheen de gebouwen. Op de begane grond van de omringende gebouwen is ruimte voor horeca en retail. Voor de bereikbaarheid wordt tussen nu en 2020 een OV-knooppunt aangelegd.
Gesitueerd in het gele vlak komt het University College Groningen (UCG), een van de faculteiten van de RUG. Het pand aan Bloemsingel 1 wordt gerenoveerd en uitgebreid. De voorgevel is een beschermd stadsgezicht en wordt behouden.
De groene vlakken zijn gereserveerd om op een later moment te ontwikkelen.
Het cultureel studentencentrum Usva komt samen met het Health Data Center op de plaats van het rode vlak. Daar komen studio's, cursusruimten en een nieuw studententheater met een capaciteit van ongeveer 200 personen.
Op de plaats van het blauwe vak is een nieuw onderwijscentrum gepland. Hier gaan vooral studenten farmacie en geneeskunde hun colleges volgen. Dit onderwijsgebouw van zo’n 9000 m² komt naast het ERIBA-gebouw.

#### Zernike Campus
In 2019 nam het UMCG de deeltjesversneller van het voormalig Kernfysisch Versneller Instituut over van de RUG. Dit is hernoemd naar PARTREC: Particle Therapy Research Centre. Hier wordt onderzoek gedaan naar de behandeling van kanker met bestraling. Sindsdien heeft het UMCG ook een locatie op de Zernike-campus.  

### Haren - Beatrixoord
Op locatie Beatrixoord zijn klinische en poliklinische behandelingen van Centrum voor Revalidatie van het UMCG. Een team van deskundigen zet zich bij het stellen van de diagnose en in de behandeling in voor de patiënt. Tijdens de behandeling krijgt de patiënt begeleiding op medisch, lichamelijk, psycho-sociaal en arbeidskundig terrein.

### Tynaarlo
Hier bevindt zich de hoofdvestiging van UMCG Ambulancezorg B.V. (ambulancezorg).

### Roden
In de plaats Roden is Lifelines gevestigd. Lifelines is een grootschalig onderzoeksprogramma met als doel om beter te begrijpen hoe mensen gezonder oud kunnen worden.

## Sectoren en afdelingen

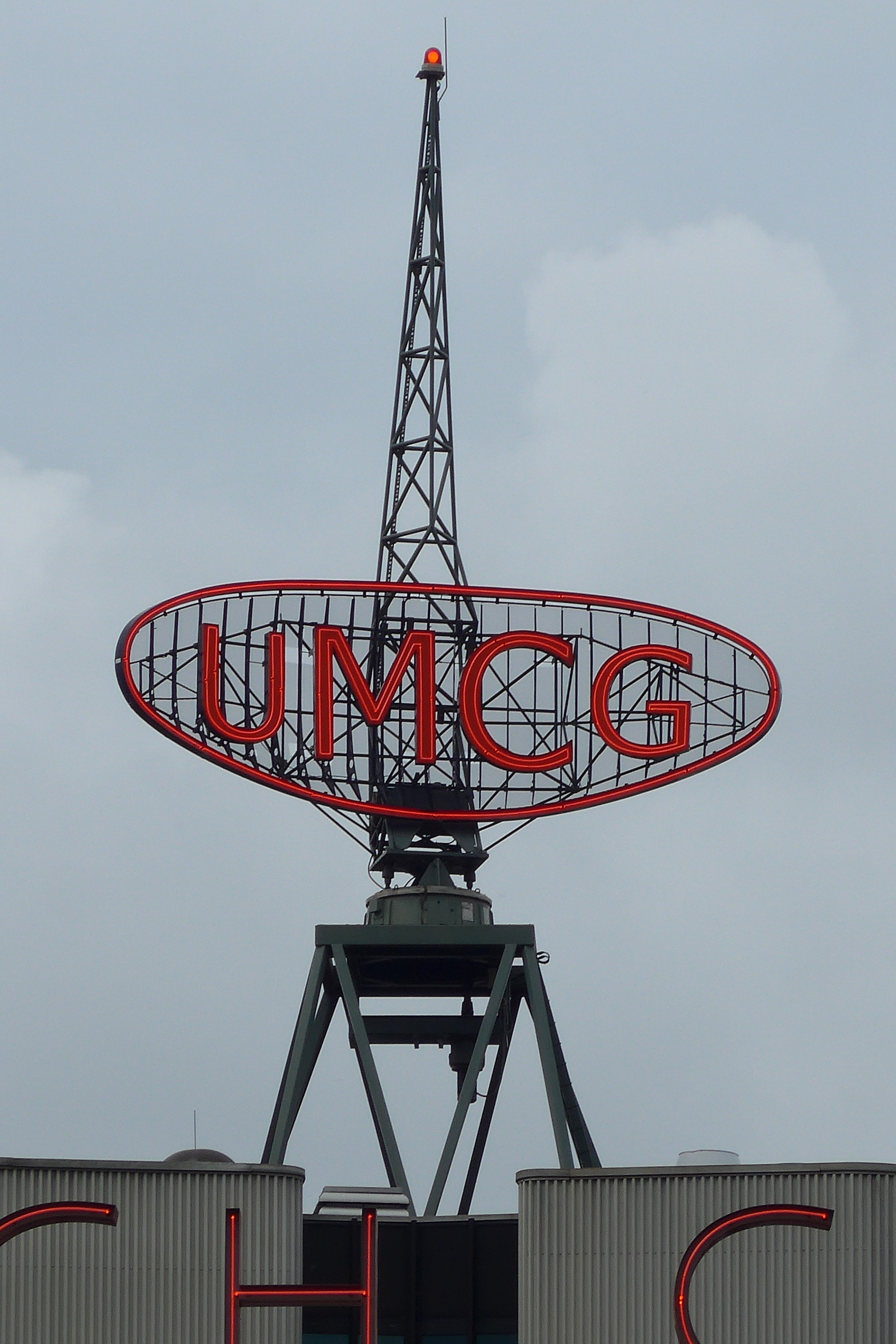
Object op het dak van het UMCG (2014)

Het ziekenhuis is opgedeeld in verschillende sectoren. Deze sectoren kunnen weer worden onderverdeeld in afdelingen:

### Sector A: langdurende zorg, vaten
- Neurologie
- Neurochirurgie
- Interne Geneeskunde
- Reumatologie & klinische immunologie
- Cardiologie
- Cardiothoracale chirurgie
- Dermatologie
- Longziekten en tuberculose
- UMCG Transplantatiecentrum
- Paramedische & Psychosociale Vakken

### Sector B: Kortdurende zorg, buik
- Chirurgie
- Mondziekten, Kaak- en Aangezichtschirurgie
- Keel-, Neus- en Oorheelkunde
- Maag-, Darm- en Leverziekten
- Oogheelkunde
- Orthodontie
- Orthopedie
- Plastische chirurgie

### Sector C: Kinderen, voortplanting, revalidatie, psychiatrie, urologie
- Beatrix Kinderziekenhuis (BKZ)
- Obstetrie & Gynaecologie (O&G)
- Universitair Centrum Psychiatrie (UCP)
- Centrum voor Revalidatie (CvR)
- Genetica
- Urologie

### Sector E: Ondersteunende specialismen
- Anesthesiologie
- Intensive Care Geneeskunde Volwassenen
- Centrale Spoed Opvang
- Medische Microbiologie
- Klinische Farmacie & Farmacologie
- Laboratoriumgeneeskunde
- Nucleaire Geneeskunde en Moleculaire Beeldvorming
- Pathologie & Medische Biologie
- Radiologie

### Sector F: Ontwikkeling en overdracht
- Bewegingswetenschappen
- Biomaterialen
- Celbiologie
- Epidemiologie
- Gezondheidswetenschappen
- Huisartsgeneeskunde
- Neurowetenschappen
- Tandheelkunde en Mondzorgkunde

## Specialismen

### Transplantaties
Het ziekenhuis kan als een van de weinige in de wereld alle orgaantransplantaties uitvoeren die er mogelijk zijn en is het enige in Nederland waar dat mogelijk is. Niet alleen de behandelingen als harttransplantaties en levertransplantaties, maar ook gecombineerde hart-longtransplantaties en long-levertransplantaties en zelfs stamceltransplantaties. De laatste wordt onder andere toegepast bij mensen die kwaadaardige bloedziekten hebben zoals leukemie. Orgaantransplantaties vallen onder topreferente zorg, dit is zorg die alleen in Universitaire Centra wordt geboden. Dit betekent dat er veel deskundigheid, zeer geavanceerde apparatuur en veel geld voor nodig is. Ter vergelijking: amandelen laten verwijderen op de polikliniek kost € 724,50, een longtransplantatie kost rond een half miljoen euro. (Dit is wel de totale behandeling). Niet elk ziekenhuis mag deze behandelingen uitvoeren. Hiervoor moet een ziekenhuis vergunning van het Ministerie van VWS hebben. Het UMCG heeft hier de meeste vergunningen voor, en is daarmee het grootste transplantatiecentrum in Nederland. Het ziekenhuis heeft dan ook speciale mensen in dienst om alles goed te laten verlopen. Deze zorgen ervoor dat de organen goed op hun plek komen. Er komt heel veel kijken bij een orgaantransplantatie. Het UMCG heeft een speciaal operatieteam voor het uitnemen van organen. Als er ergens in een ziekenhuis een orgaan beschikbaar komt, wordt dit team naar het betreffende ziekenhuis gestuurd om het orgaan uit te nemen. Maar er zijn ook nog andere medewerkers die bijvoorbeeld helpen bij het revalideren na een orgaantransplantatie. Deze medewerkers zorgen ervoor dat het lichaam van de patiënt het orgaan zo goed mogelijk accepteert. Bij een longtransplantatie bijvoorbeeld zijn zo'n zeventig verschillende medewerkers betrokken. Sinds 2014 beschikt het UMCG als eerste ziekenhuis in Nederland over een orgaanperfusiekamer. Dat is een speciale operatiekamer waarin organen, die klaarliggen voor een transplantatie, langer bewaard kunnen worden.

### Traumacentrum
Het traumacentrum biedt zorg aan mensen van ongevallen of geweld. Het Ministerie van VWS heeft in Nederland elf ziekenhuizen aangewezen die als traumacentrum dienen. Bij vier van deze traumacentra is een helikopter met vergunning, het UMCG is daar één van. Alle centra beschikken over een Mobiel Medisch Team (MMT). De helikopter mag sinds 2011 zowel overdag als 's nachts worden ingezet, verder beschikt het MMT over een MMT-bus. De MMT-bus kan géén patiënten vervoeren, maar de helikopter wel. Dit wordt echter niet vaak gedaan; alleen als de situatie zeer ernstig is. Reden voor het invliegen van een patiënt kan zijn: de drang van de tijd, want het gaat veel sneller (kruissnelheid 256 km/h) en men heeft geen last van het verkeer. De afdeling voor traumatologie in het ziekenhuis heeft een directe lift naar het operatiecentrum van het UMCG. Als er een patiënt binnenkomt met het MMT-team is het soms zo ernstig dat er zo snel mogelijk geopereerd moet worden. Deze lift staat dan ook in verbinding met het ambulancecentrum in de kelder, de centrale spoedopvang (CSO) en het operatiecentrum.

### Andere specialismen
Het UMCG heeft allerlei specialismen in huis. Eigenlijk zijn dit de gewone afdelingen zoals in elk ziekenhuis, maar ook de afdelingen neurochirurgie, oncologie, thoraxchirurgie, neonatologie en psychiatrie. Dit zijn allemaal specialistische afdelingen.
Er zijn ook nog meer specialismen op topreferent niveau. Deze worden alleen aangeboden in Universitair Medische Centra, zoals het UMCG. Deze specialismen zijn:
- Hoofd/halsoncologie
- Ziekte van Menière
- Gentherapie
- Neurochirurgie
- Orgaantransplantaties

Deze behandelingen worden alleen op UMC's uitgevoerd, omdat ze alleen daar genoeg kennis in huis hebben dankzij de universiteit.

## Kunst
Het UMCG heeft een uitgebreide kunstcollectie, in totaal zo’n 1400 objecten. Sommige kunstwerken zijn door het UMCG aangekocht, andere zijn geschonken of in bruikleen. Er hangen schilderijen aan de muren op verpleegafdelingen, in werkkamers, in de straten en op de gangen. In de centrale ontvangsthal en de straten staan beelden, op de vloeren zijn mozaïeken aangebracht en aan plafonds hangen lichtobjecten. Ook op plaatsen waar u het niet verwacht, treft u kunst aan. Zo is er in elke lift een kunstwerk te zien en zelfs in de fietsenkelder is een wandschildering aangebracht. Het UMCG heeft daarnaast ook vaak tijdelijke exposities met bijvoorbeeld het Groninger Museum. In juli 2018 moest het ziekenhuis, omdat het bang was dat de verf op de schilderijen zou smelten in de vitrines, de werken tijdelijk terugbrengen naar het Groninger Museum.

Voorbeelden van kunst in het UMCG
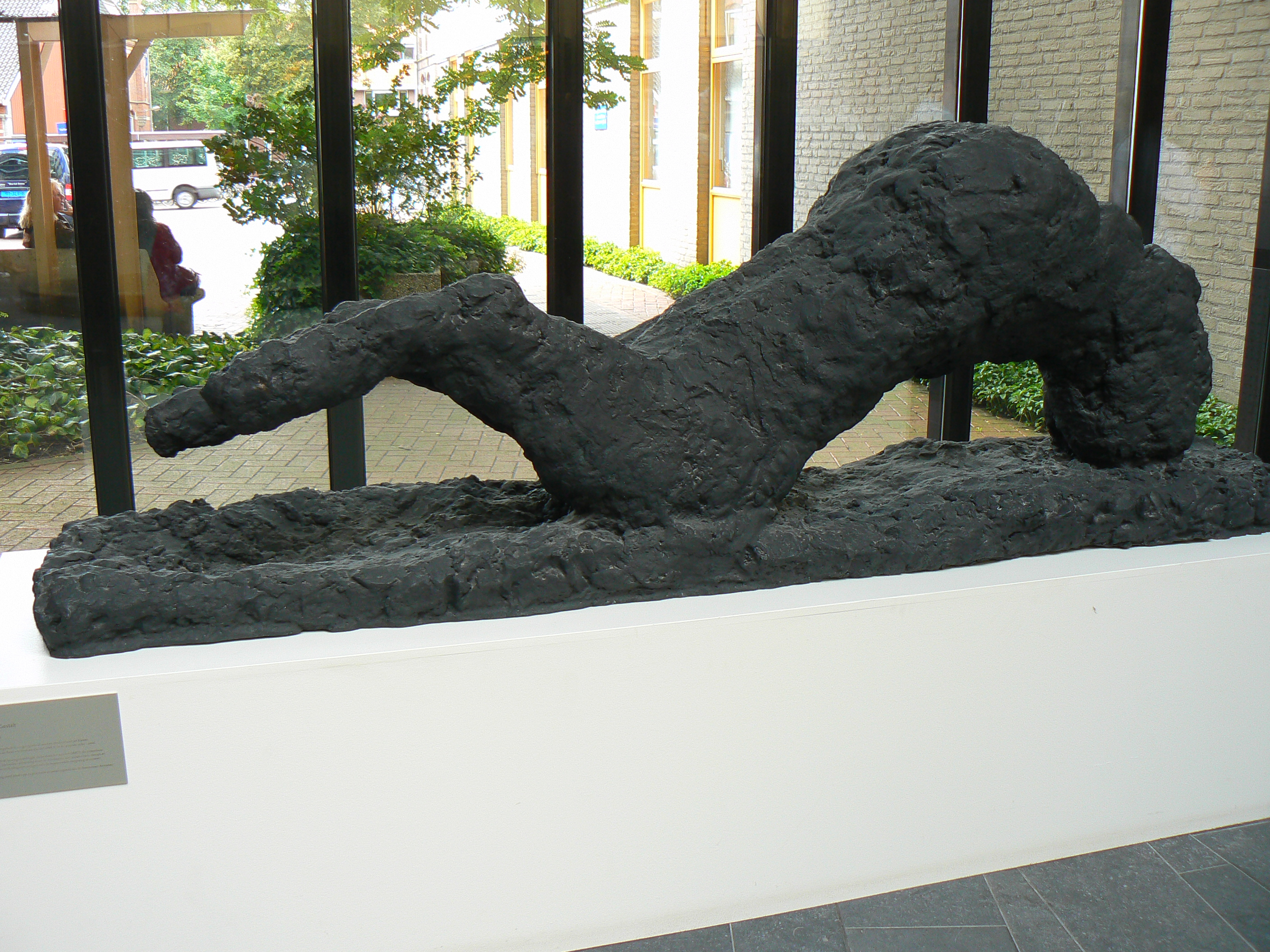
Liegende Gestalt uit 2005 door Armando, Fonteinstraat.
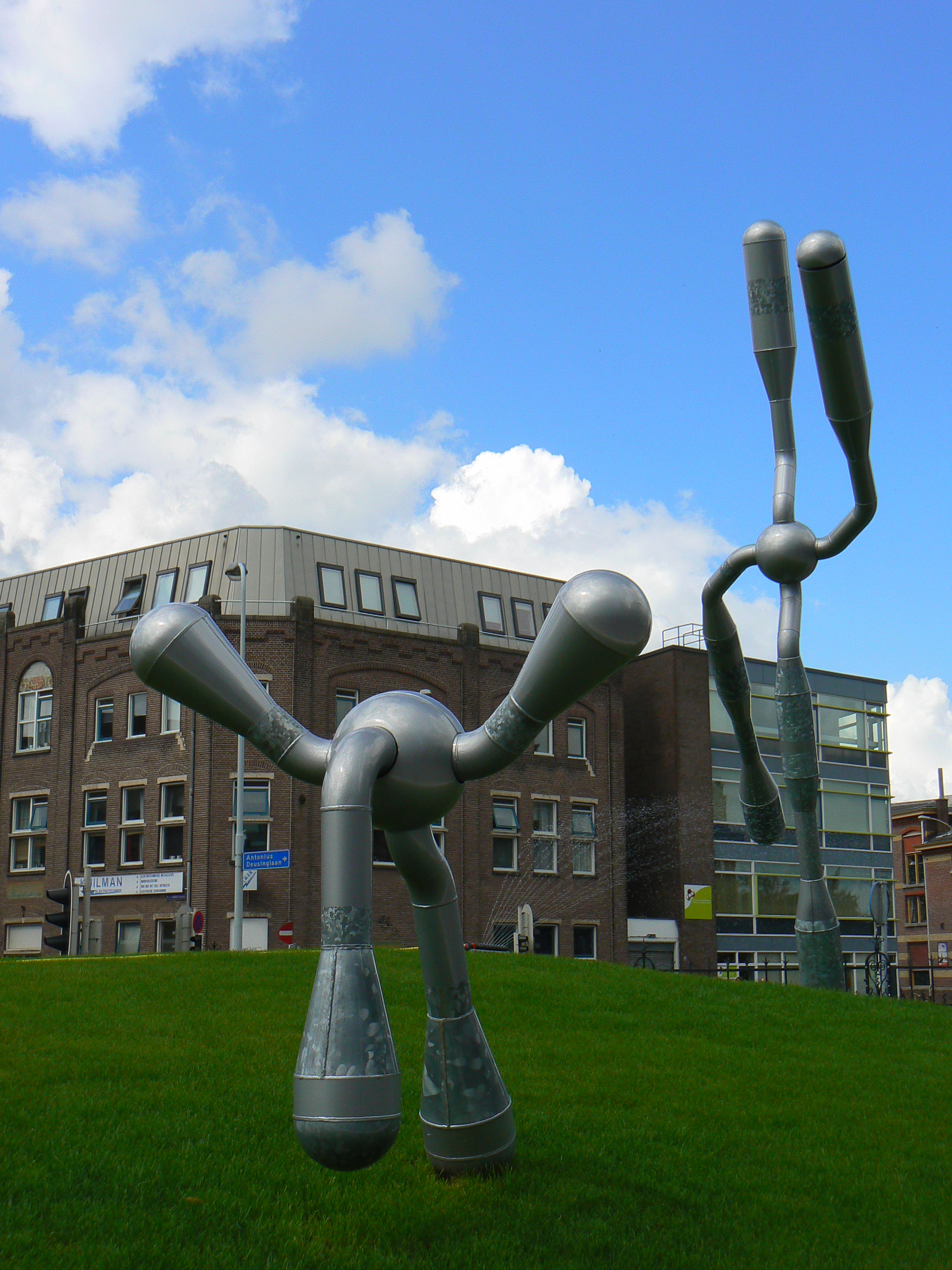
Sculptuur Xy uit 2009 door Martin Borchert, A. Deusinglaan - Oostersingel
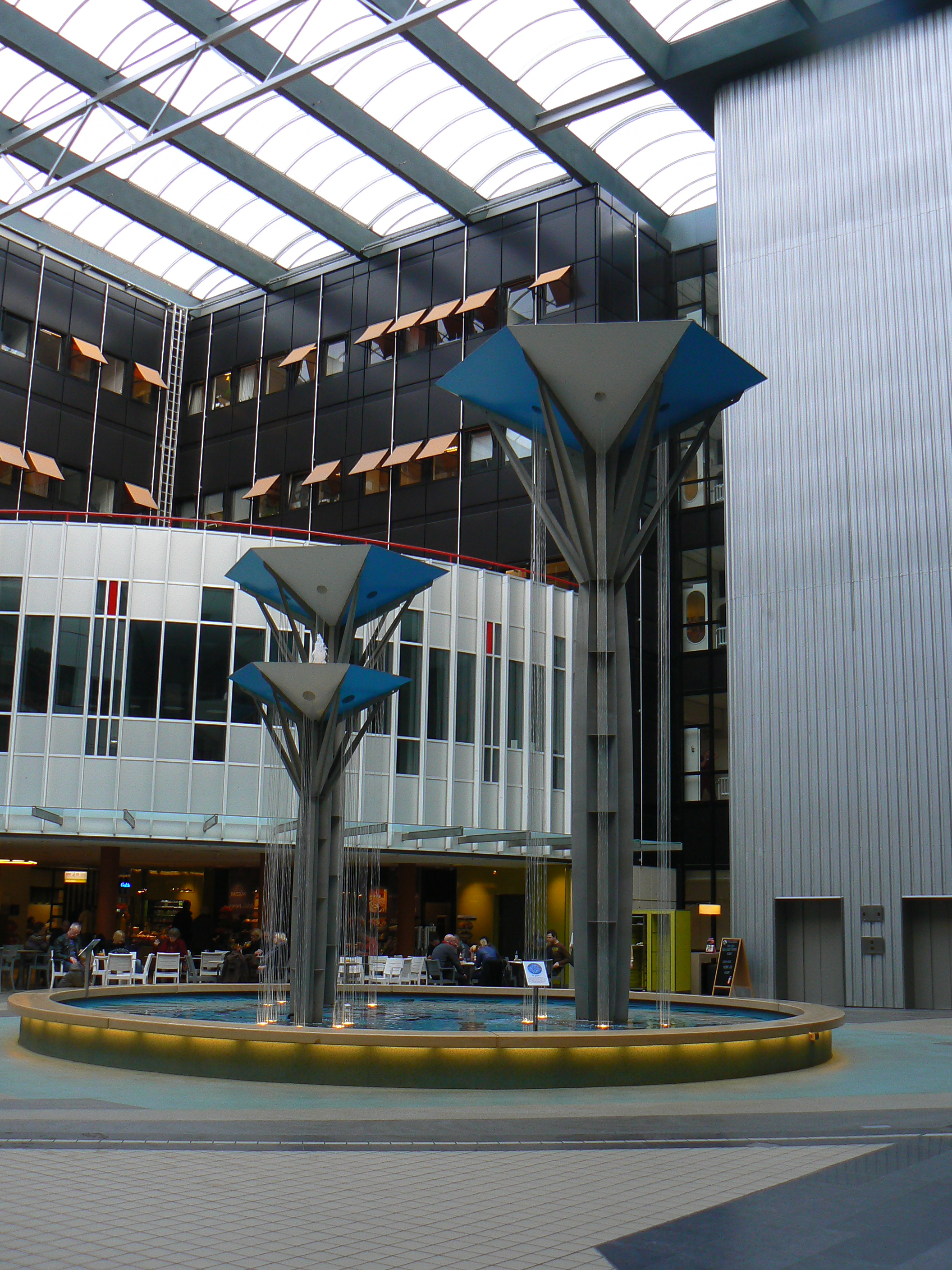
Sculptuur/fontein Fonteinplastiek uit 1992 door Joop Beljon, Fonteinstraat.
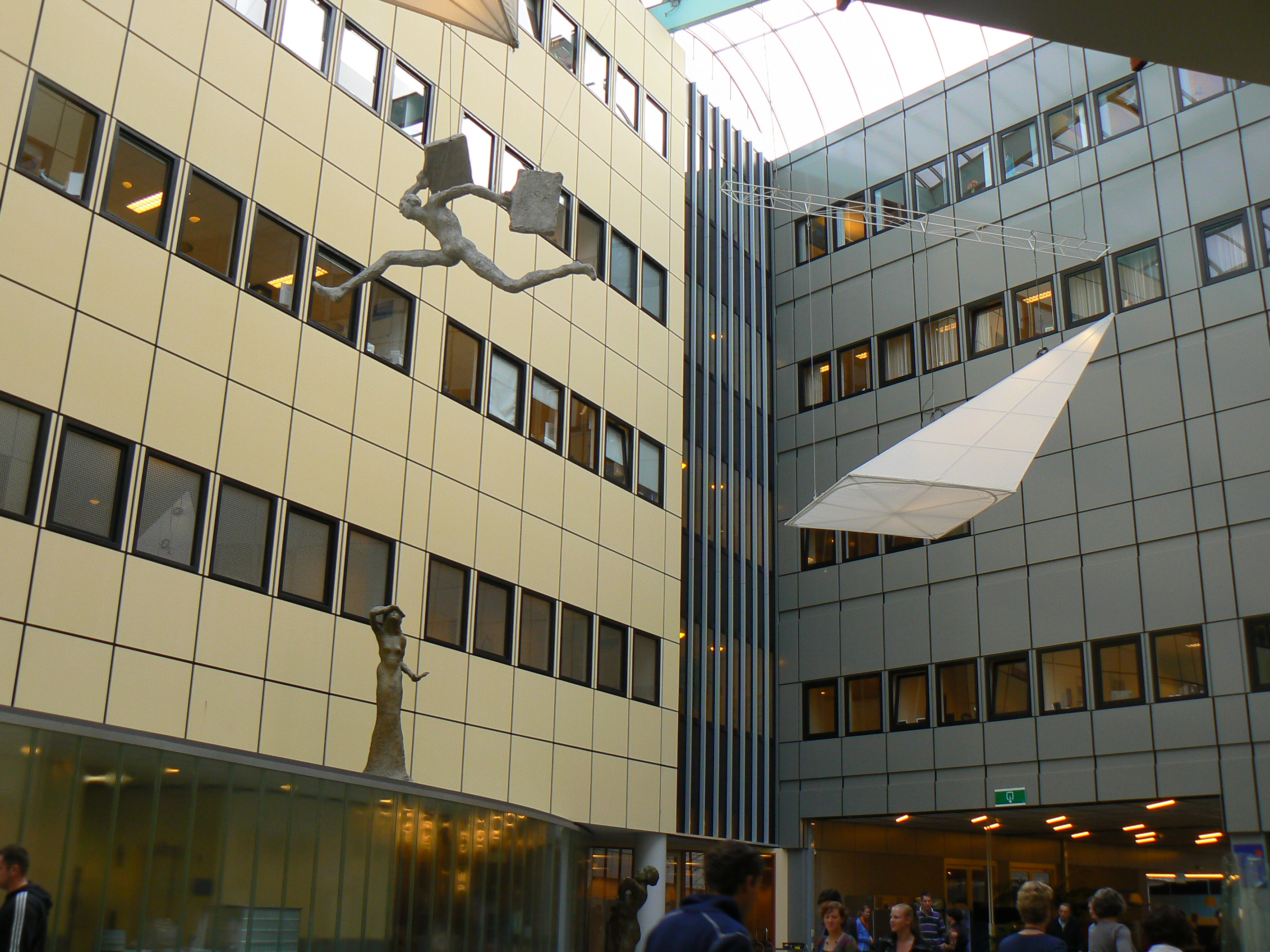
Groep sculpturen De l'amour uit 1999 door Ronald Tolman.
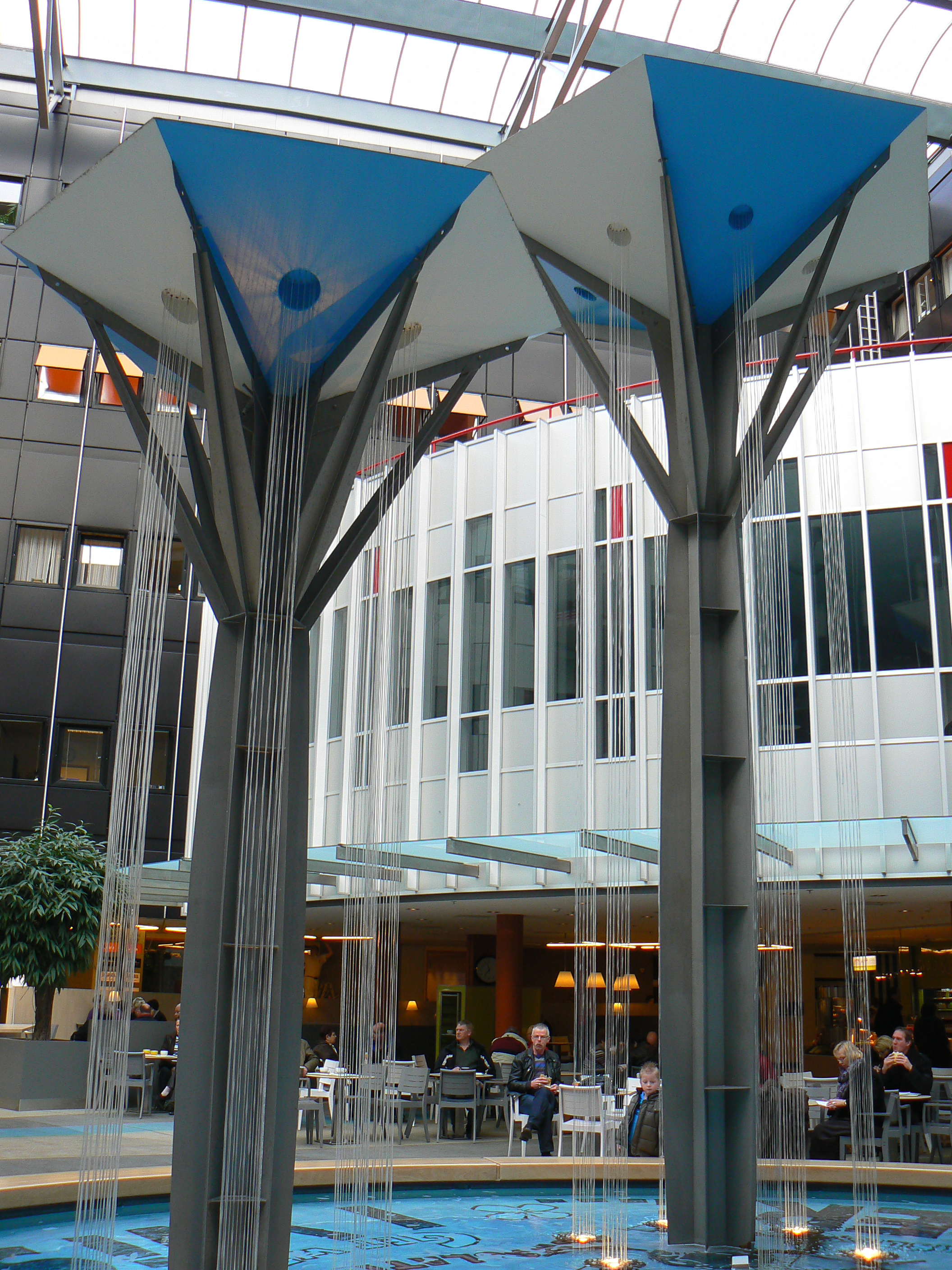
Sculptuur/fontein Fonteinplastiek uit 1992 door Joop Beljon, Fonteinstraat.
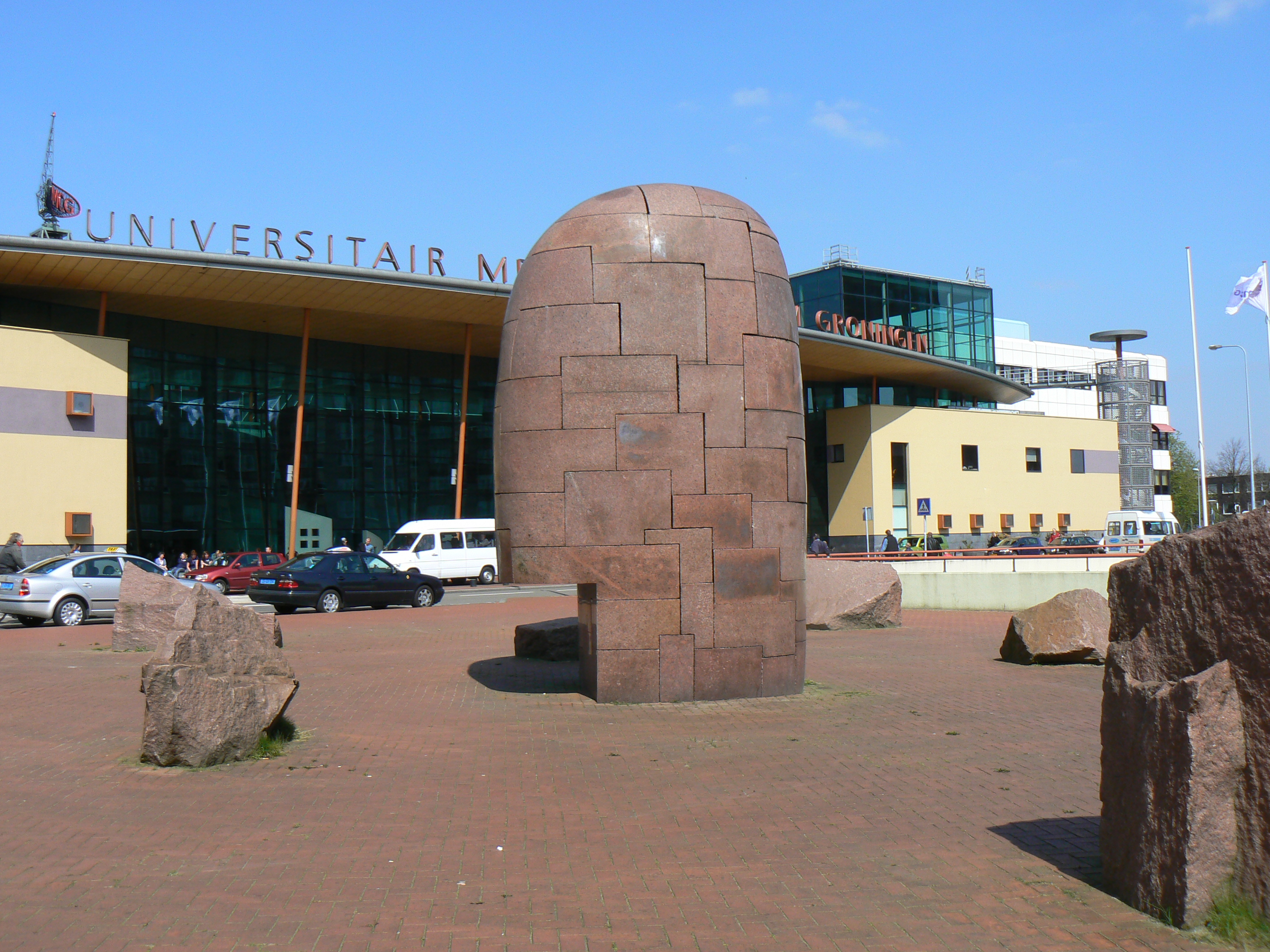
Sculptuur uit 1998 door Sigurður Guðmundsson, voor hoofdingang.
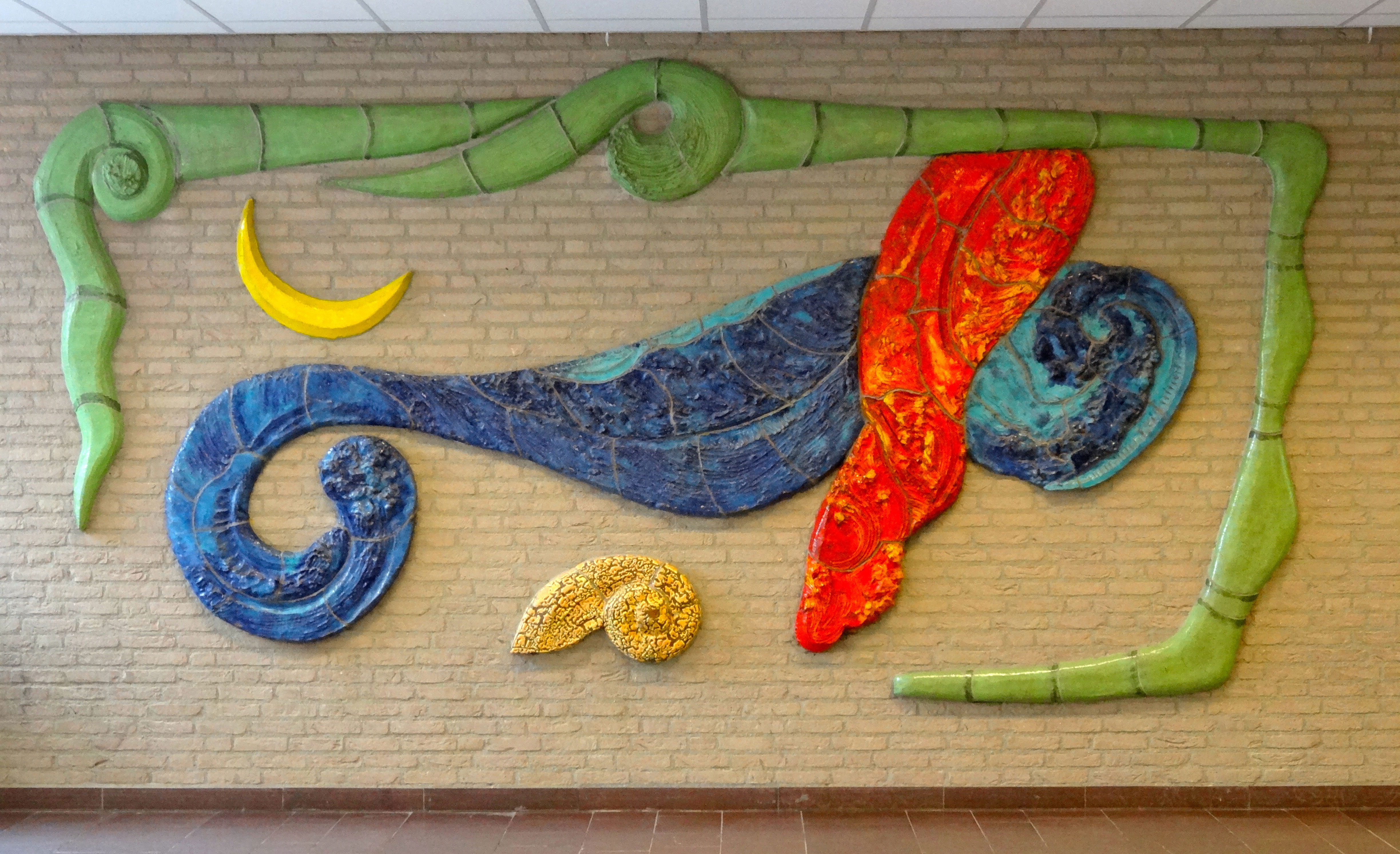
Wandmozaïek door Dora Dolz, Poortweg.
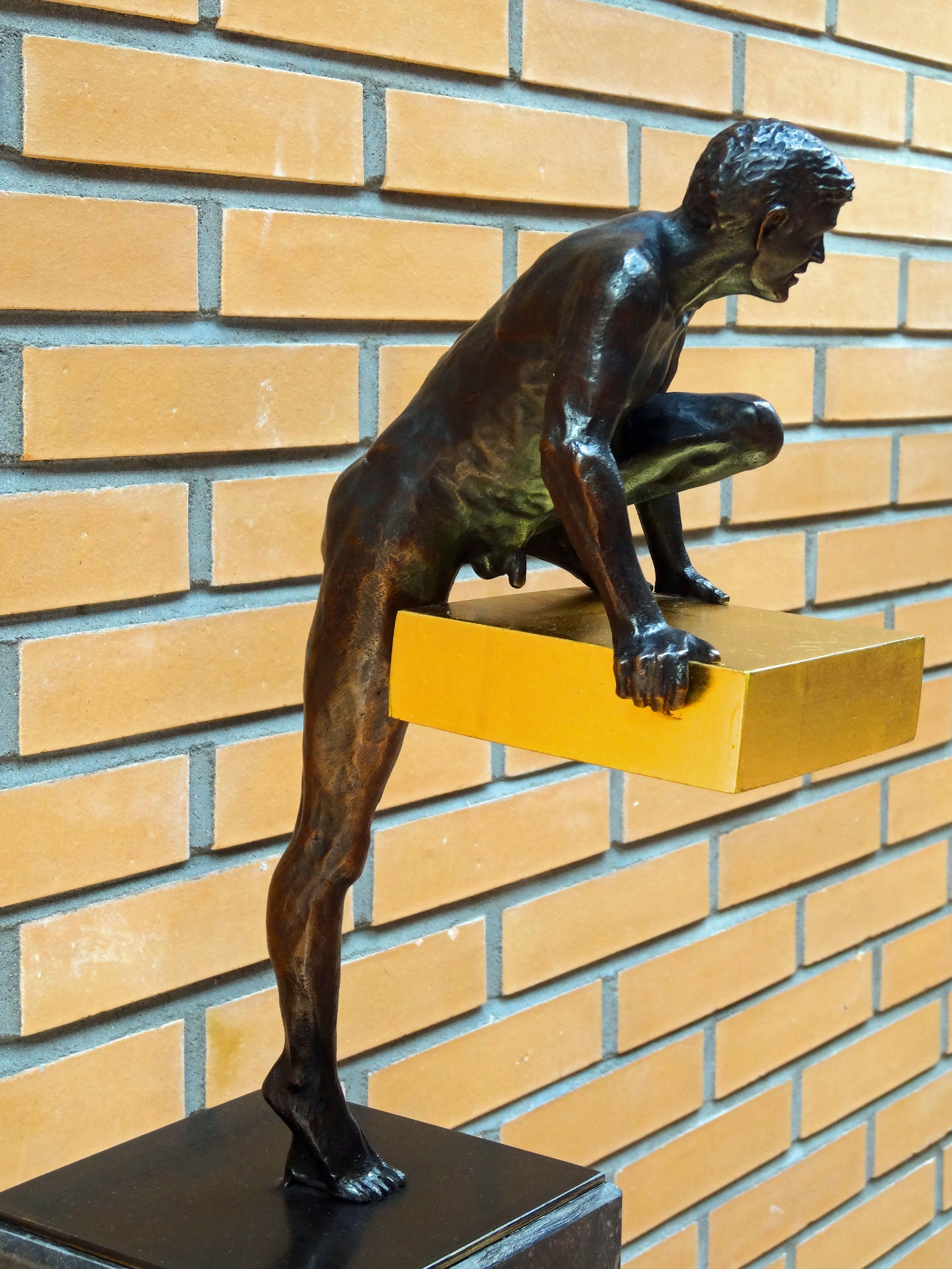
Replica Nationaal Donor Monument, door Egbert Hermsen (ontwerp) en Ben Overkamp (uitvoering), Fonteinstraat.
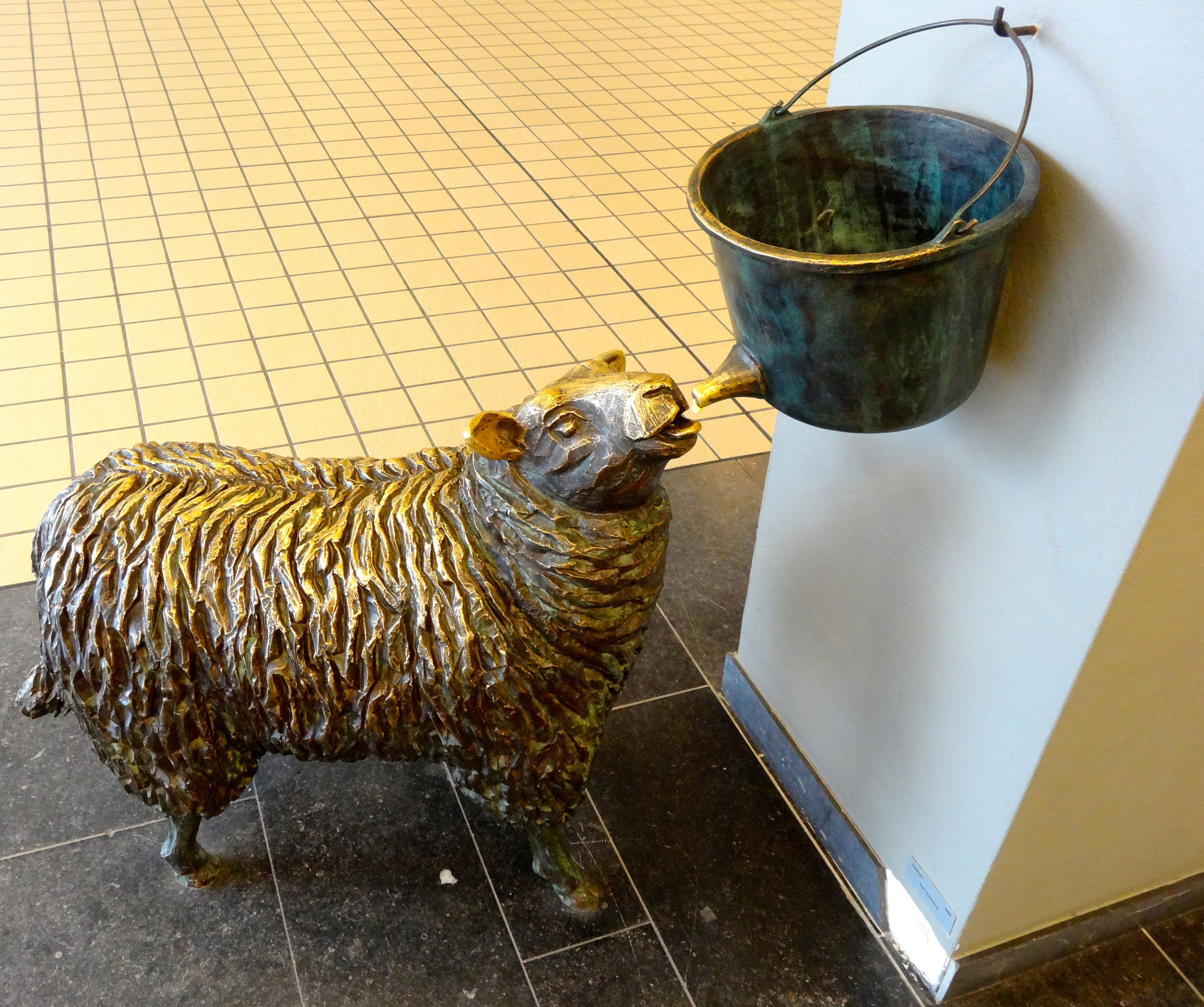
Zaailam door Gert Sennema, Fonteinstraat.
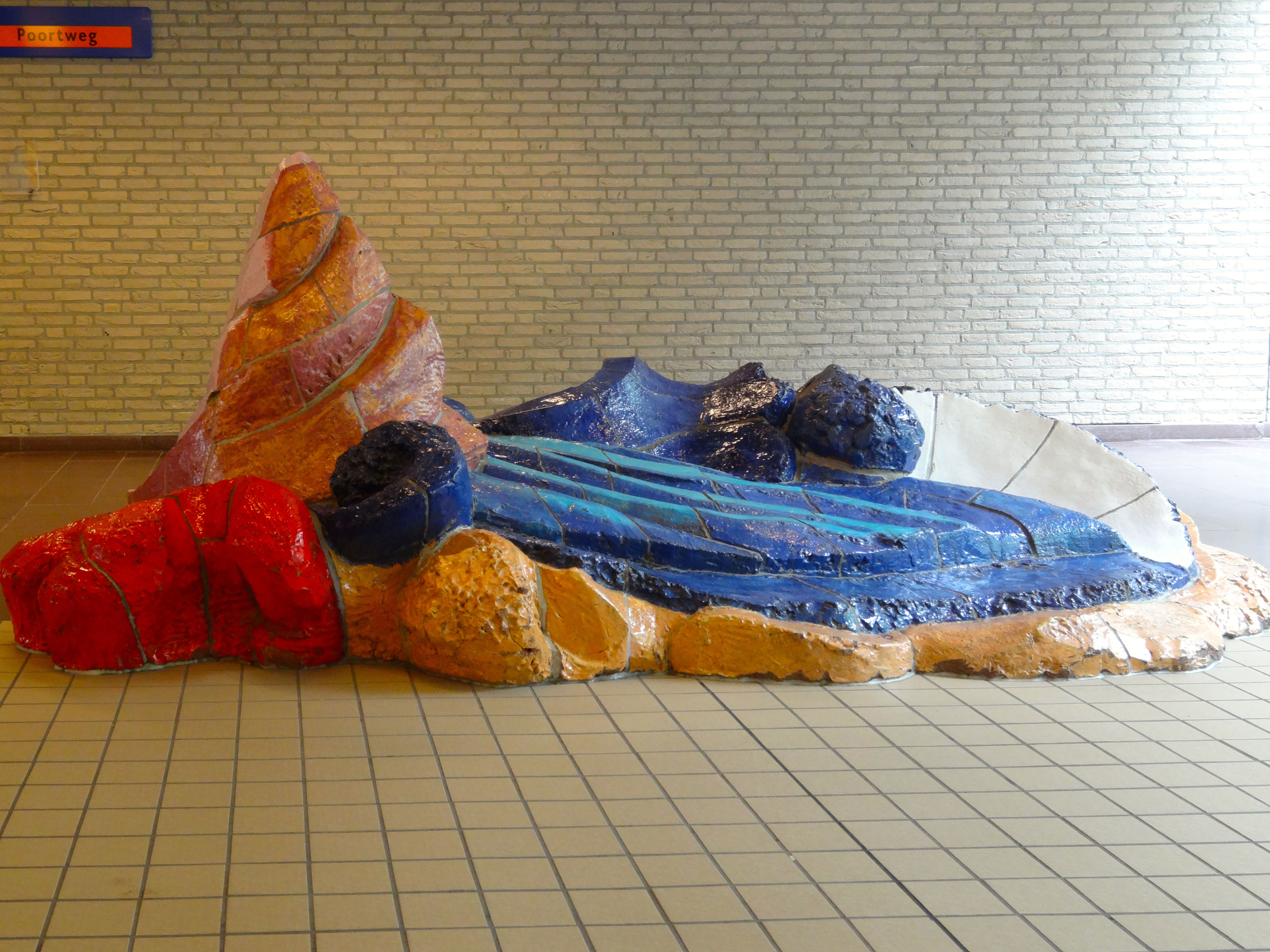
Vloerplastiek door Dora Dolz, Poortweg.
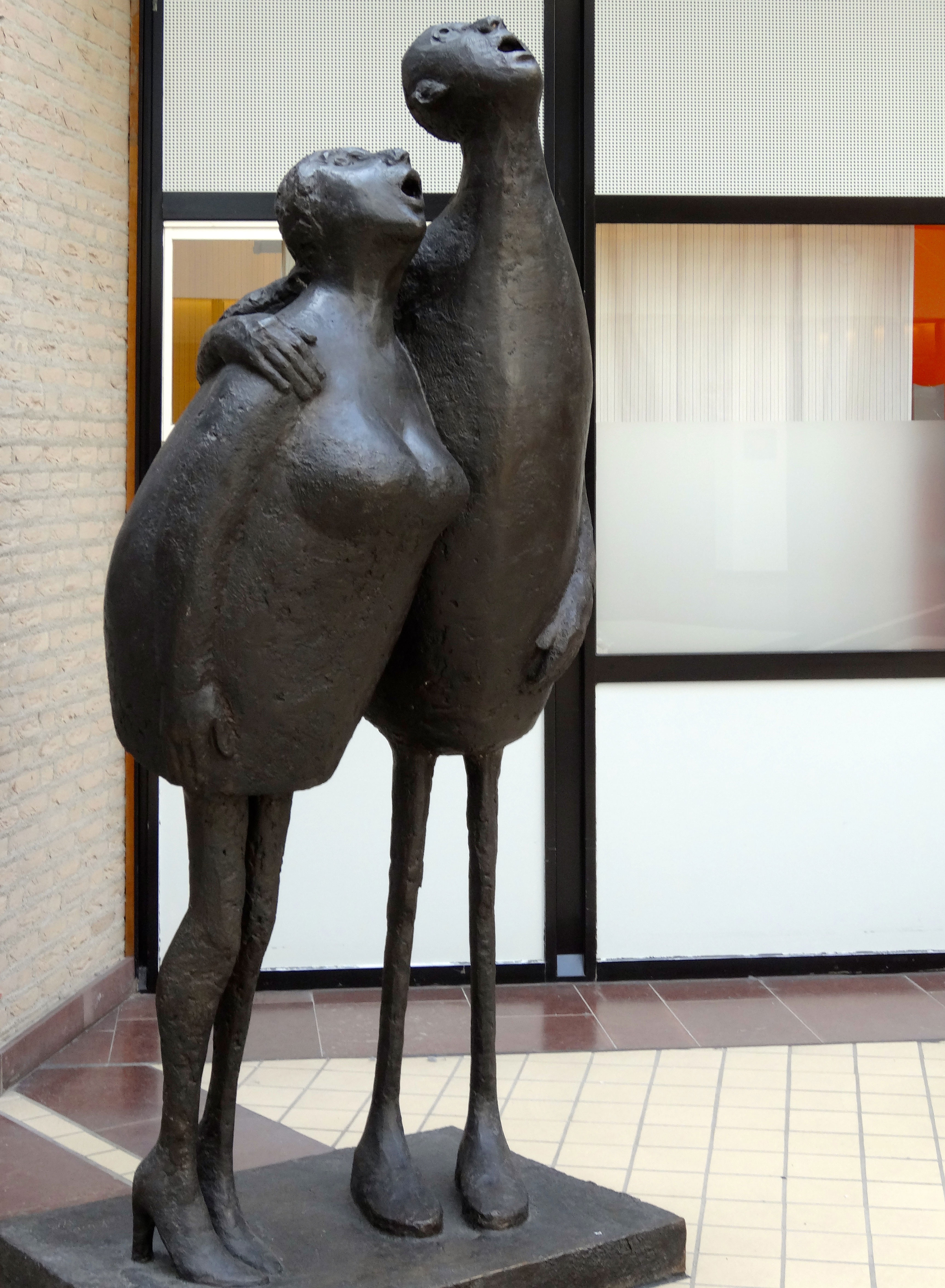
De verwondering door Bert Kiewiet, Poortweg.
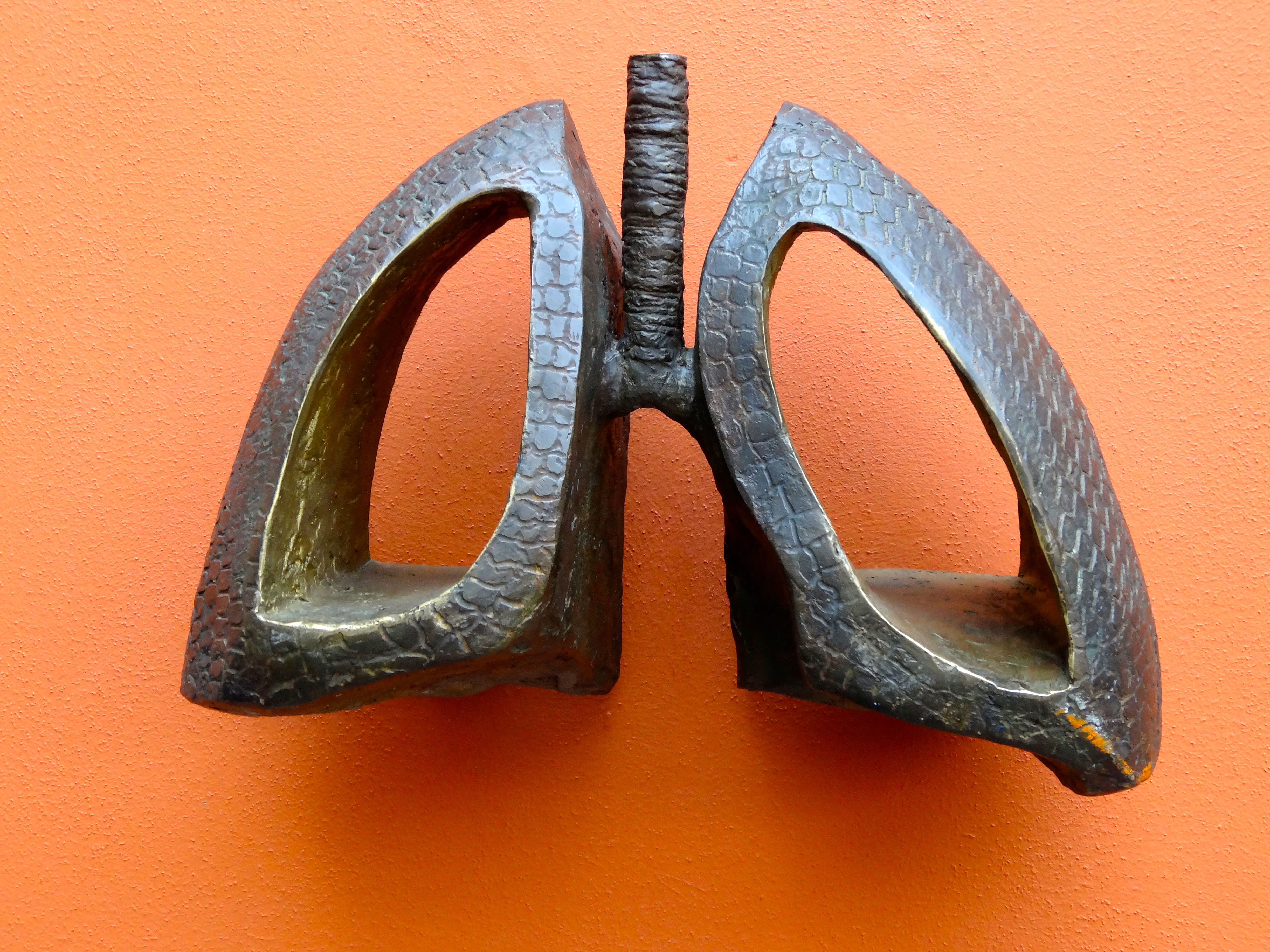
Bronzen longen door Bert Kiewiet, Fonteinstraat
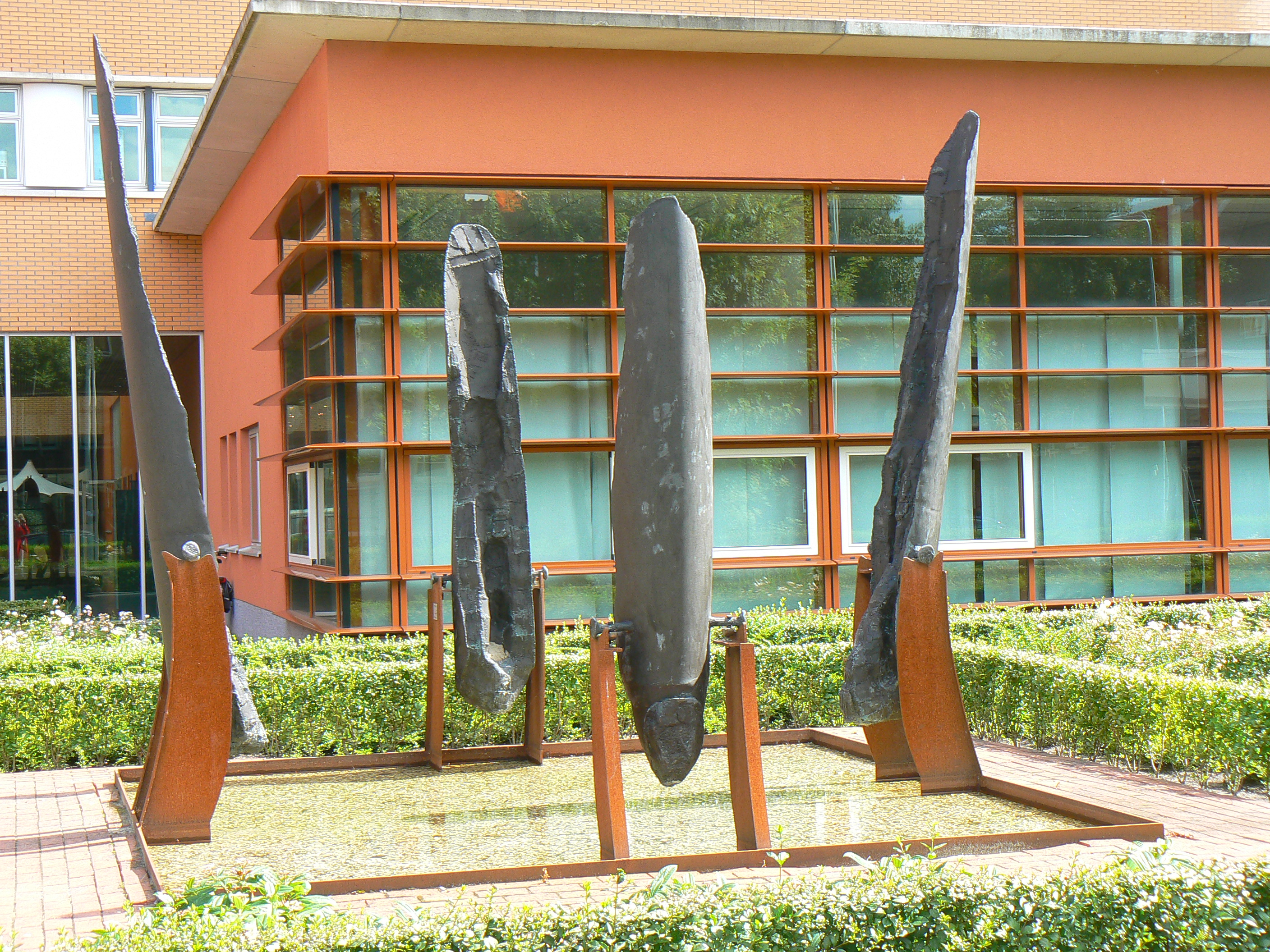
Bewegend sculptuur Wuivend riet uit 1977 door René de Boer.
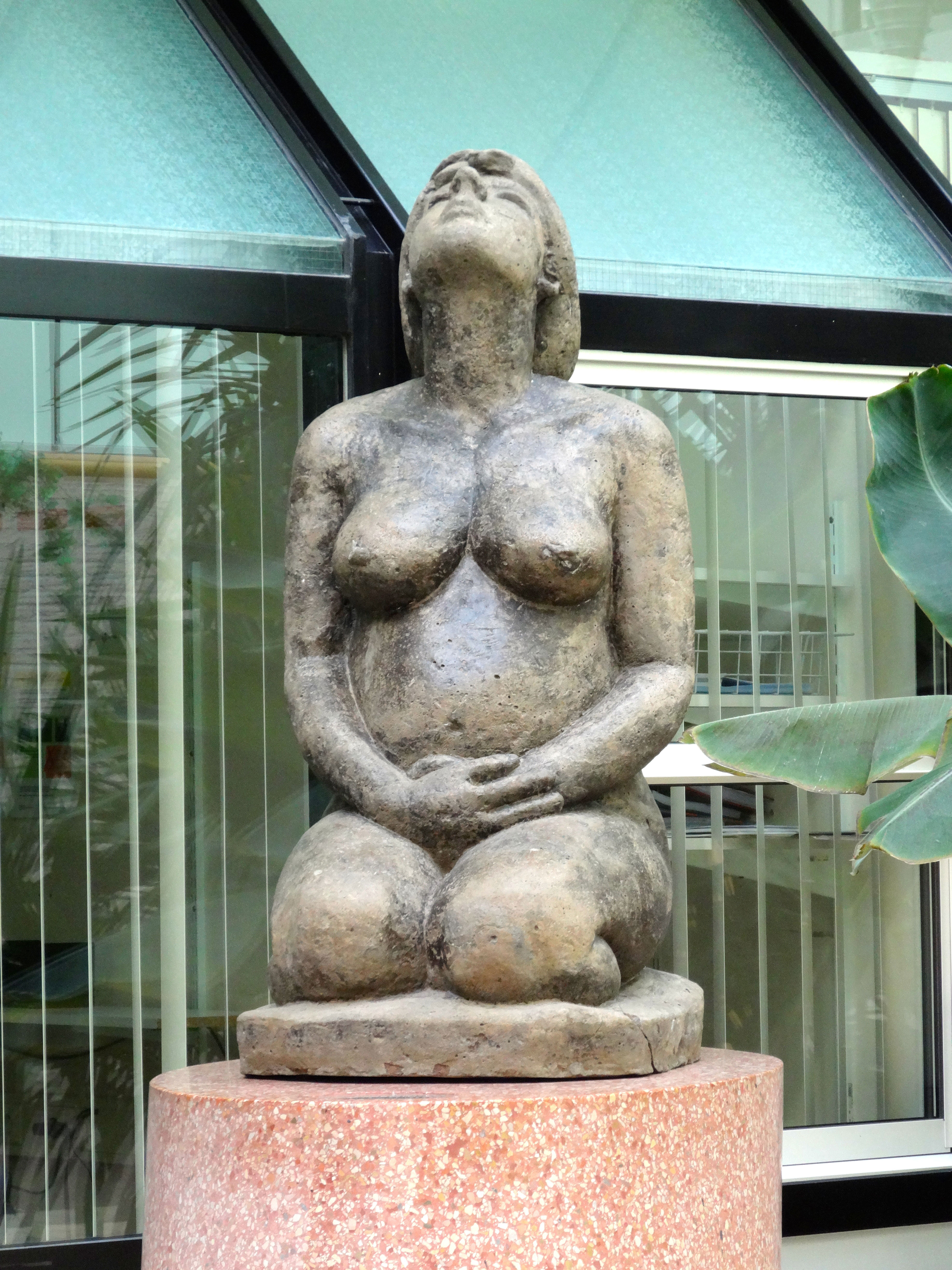
Zwangere vrouw door Bastiaan de Groot, Poortweg.
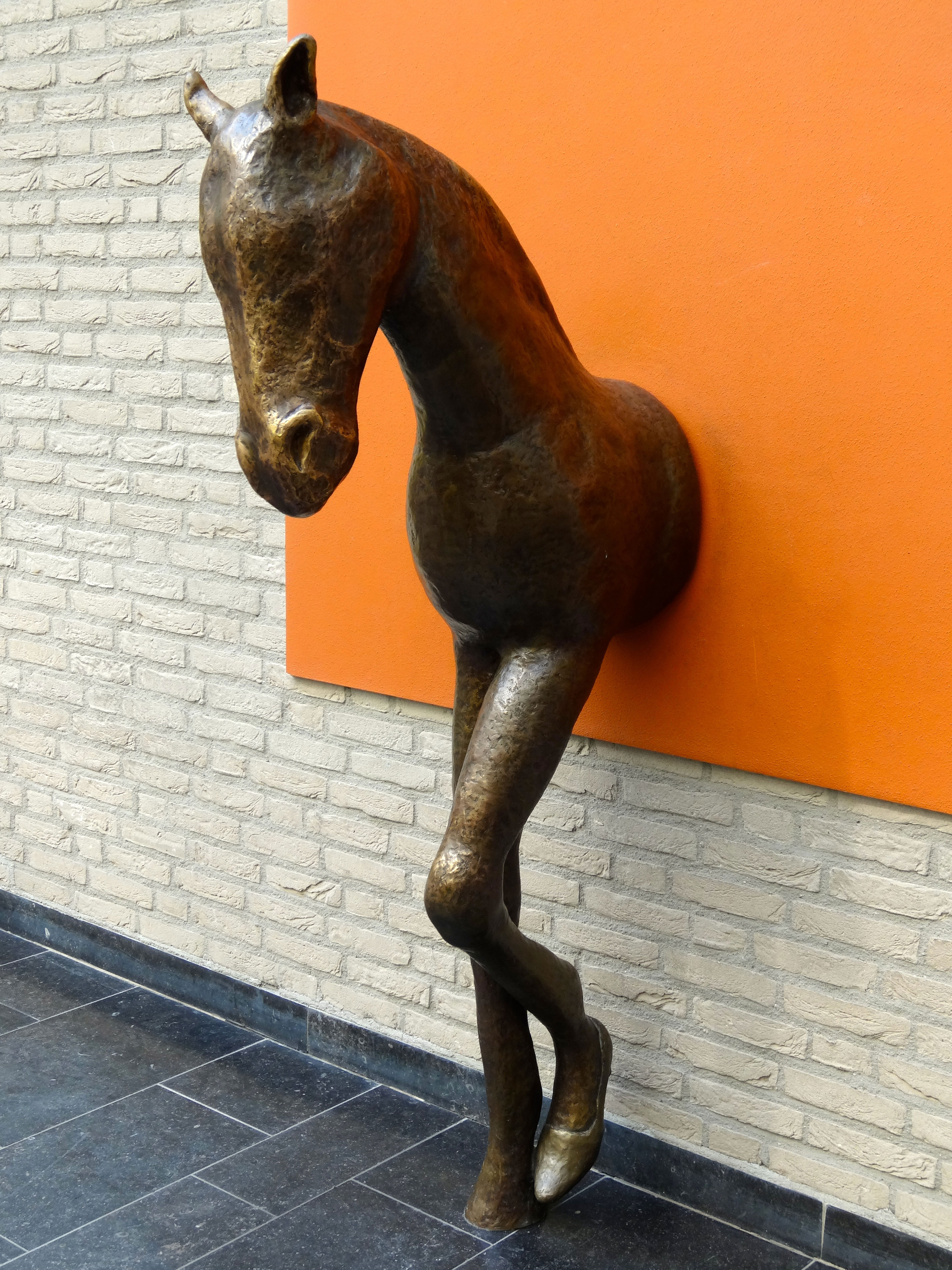
Meisjespaard door Iris le Rütte, Fonteinstraat.
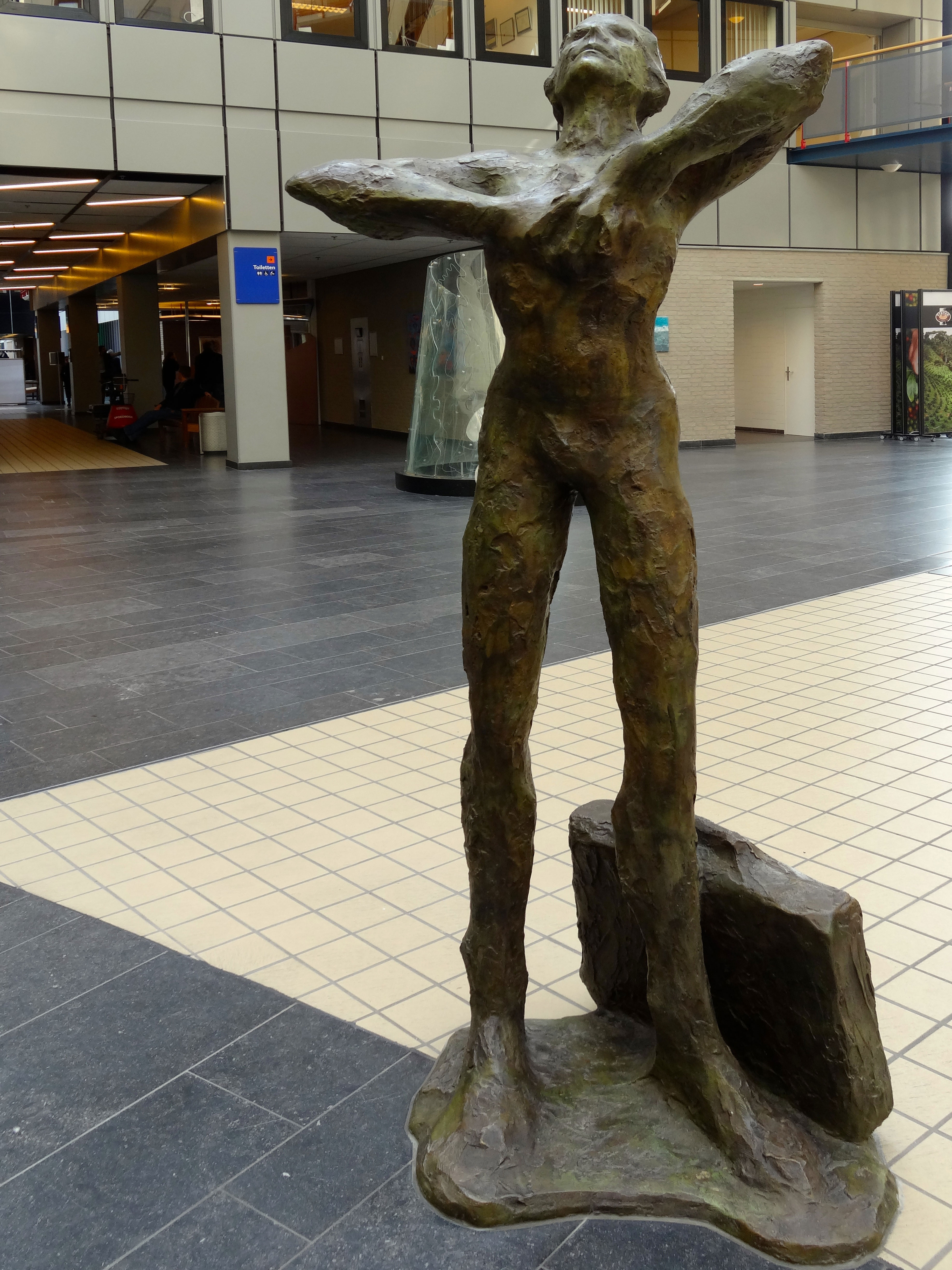
Groep sculpturen De l'amour uit 1999 door Ronald Tolman.
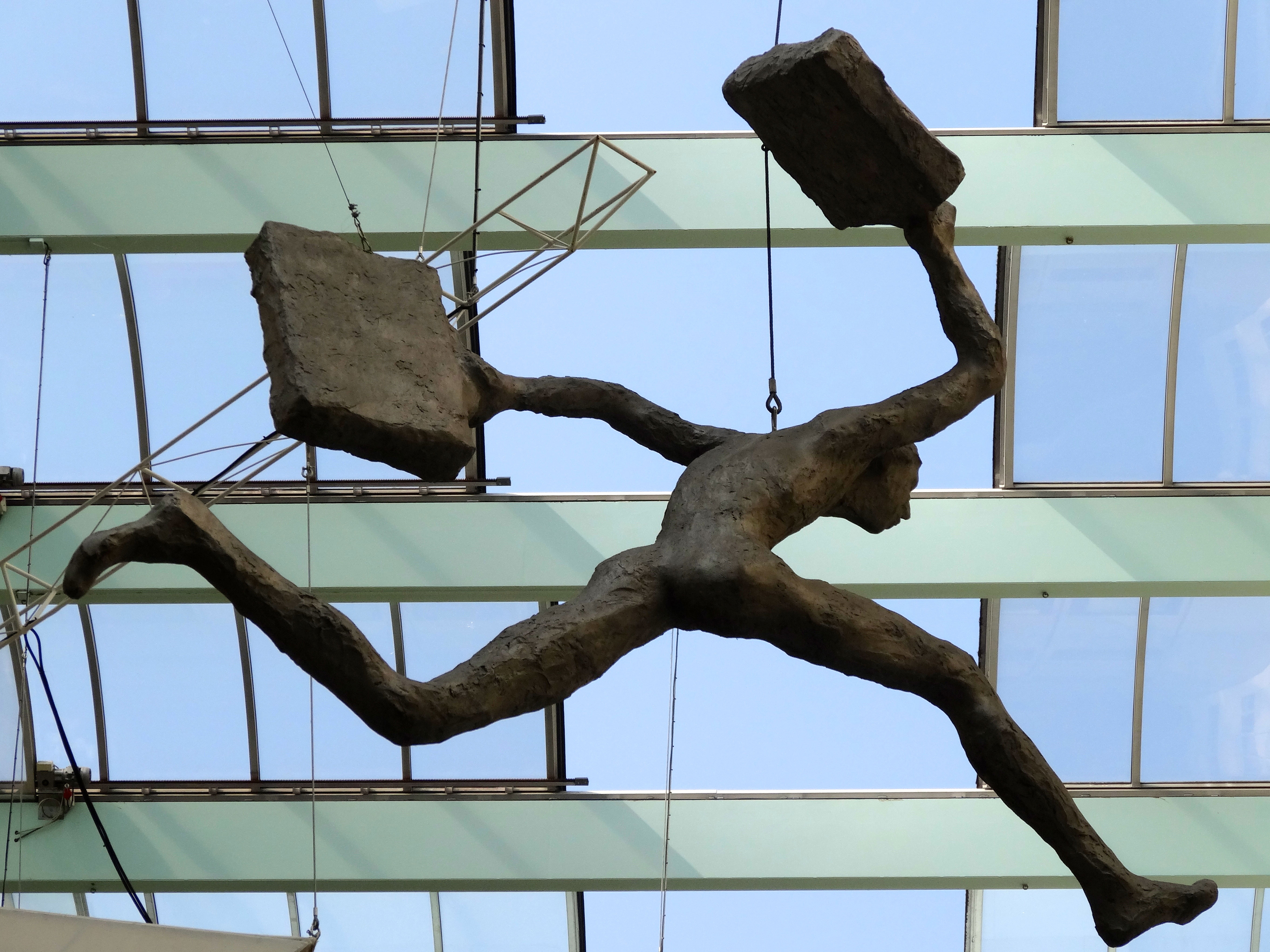
Groep sculpturen De l'amour uit 1999 door Ronald Tolman.
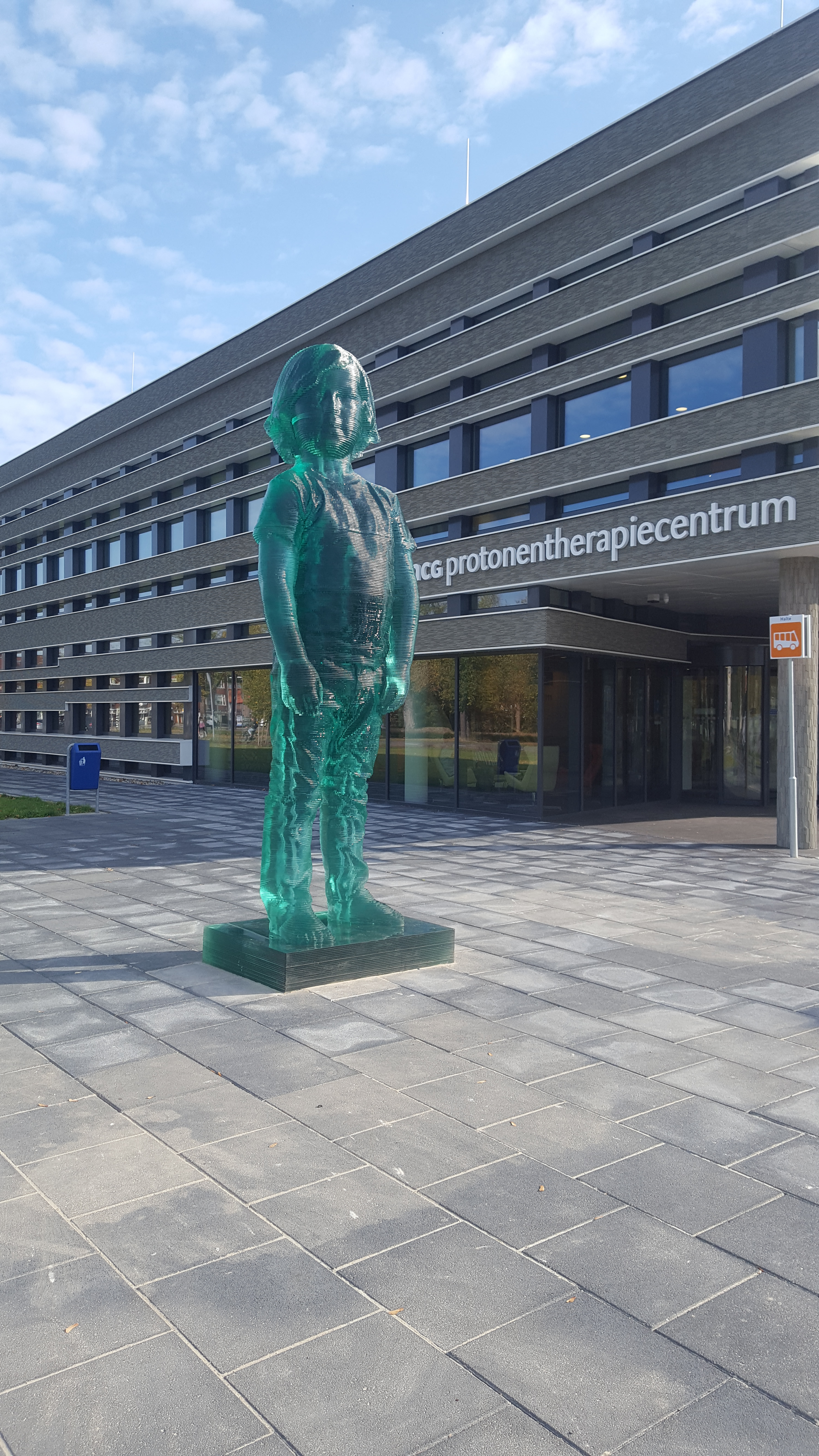
Glazen sculptuur Het jongetje dat zich als reus voordoet uit 2018 door Herman Lamers.
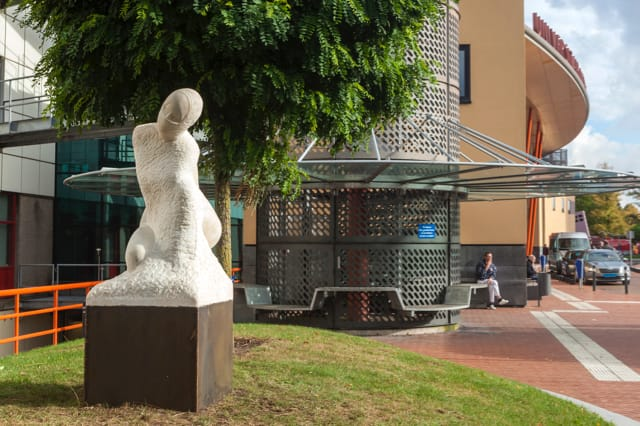
Gesluierde vrouw in Portugees marmer door Albert Aukema

## Ligging en bereikbaarheid
Het complex ligt op loopafstand van de Grote Markt aan het Hanzeplein en is daarmee nog een van de weinige grote ziekenhuizen in het centrum van een stad in Nederland. Aan de noordkant van het complex liggen de gebouwen van de faculteit.
Er zijn taxistandplaatsen aan alle drie de ingangen (de hoofdingang, ingang Oostersingel of ingang Noord) van het Centraal Medisch complex. Er stoppen verschillende stads- en streekbussen bij het ziekenhuis en vanaf verschillende P+R-terreinen gaan bussen rechtstreeks naar het UMCG.

## In de media

### Actieve levensbeëindiging op jonge kinderen
Het ziekenhuis kwam in september 2004 internationaal in het nieuws naar aanleiding van het controversiële Groningen-protocol dat door het OM in Groningen werd goedgekeurd. Dit protocol regelt de voorwaarden en gedragsregels waaronder een groep artsen over kan gaan tot actieve levensbeëindiging bij jonge kinderen en pasgeborenen zonder dat zij hiervoor vervolging door het Openbaar Ministerie hoeven te vrezen.

### Rookverbod

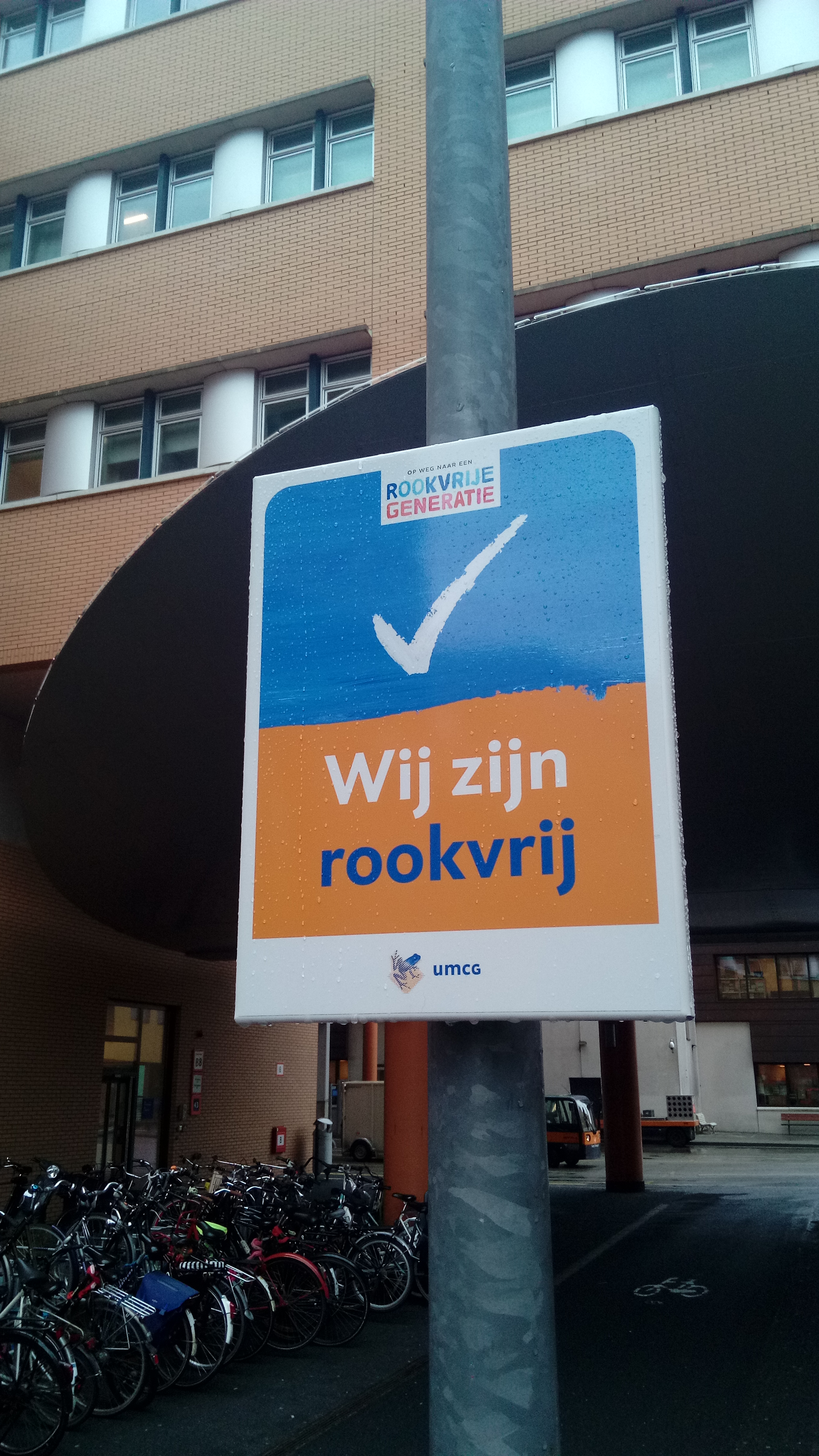
Een bord wat aangeeft dat de zone rondom het ziekenhuisgebouw er een rookverbod geldt.

In de stad Groningen mag vanaf oktober 2018 niet meer overal op straat worden gerookt. Het gaat om de openbare ruimte rondom publieke gebouwen zoals theaters, ziekenhuizen en de kinderopvang. Groningen kent een landelijke primeur met het instellen van een rookverbod op straat. Instellingen en organisaties kunnen voortaan een aanvraag doen voor een rookverbod in en rond hun pand. Dit betekent niet dat dit ook direct kan worden ingevoerd: de gemeente keurt de aanvraag vervolgens af of goed. Het UMCG had al eerder aangegeven graag van deze mogelijkheid gebruik te willen maken. Op 1 januari 2019 ging het rookverbod in, in zowel het UMCG als het UCP. Vóór de invoering was er discussie binnen het ziekenhuis of ook die afdeling mee moest doen aan het rookverbod. Zo'n 60% psychiatrische patiënten roken en doen dat om tot rust te komen. Het UMCG kreeg in maart 2019 de Rookvrije Generatie Award. Deze award wordt door de Hartstichting, KWF Kankerbestrijding en Longfonds uitgereikt aan organisaties die ervoor zorgen dat kinderen rookvrij op kunnen groeien.

### Zorgweigering
Het ministerie van Justitie en Veiligheid en het UMCG hebben in 2015 een doof meisje van 4 jaar geweigerd te helpen omdat het Afghaanse meisje geen verblijfsvergunning had en een operatie ‘dus’ niet werd vergoed. Kalma mag in 2019 wel in Nederland blijven en was toen zeven jaar oud, maar zal hoogstwaarschijnlijk altijd doof blijven. Kinderombudsman Margrite Kalverboer oordeelt keihard in haar rapport over het ministerie en het ziekenhuis: ‘Geld was belangrijker dan het meisje’. Het meisje - dat één jaar oud was toen ze met haar ouders naar Nederland kwam - moest voor haar vijfde jaar twee gehoorimplantaten hebben om kans te maken op een goed gehoor. De ouders kregen een brief van het ministerie: ‘Doofheid is een wereldwijd voorkomend verschijnsel en doven kunnen zonder implantaat een aanvaardbaar bestaan leiden’.
Volgens het UMCG had de beslissing om Ewa niet te opereren niets te maken met geld, maar met het feit dat het meisje geen verblijfsvergunning had. Bij uitzetting was onzeker of Ewa toegang zou hebben tot goede en toegankelijke zorg, zegt het UMCG in een verklaring. 'Zonder goede revalidatie en nazorg had het inbrengen van een cochleair implantaat zelfs tot levensbedreigende situaties voor haar kunnen leiden en was het inbrengen medisch onverantwoord handelen geweest.' In Nederland heeft iedereen in een asielzoekerscentrum recht op medische zorg, betaald door de staat. Voor Ewa ging dat niet op, omdat zij uitgeprocedeerd was.